# Ford Focus
Ford Focus (укр. Форд Фокус) — компактні автомобілі, що виробляються концерном Ford. Вони виготовляються з 1998 року і прийшли на заміну Ford Escort.

## Ford Focus I (C170) (1998—2004)
У 1998 році на зміну моделі Escort VII прийшов Ford Focus першого покоління. Дебют відбувся на автошоу в Женеві. Модельний ряд включає: три — і п'ятидверний хетчбек, седан і універсал Focus Turnier. Дизайн виконаний відповідно до концепції New Edge, в основі якої лежить змішання гострих кутів і обтічних ліній. Творці спробували зібрати всі мислимі геометричні фігури, наприклад, поворотник у формі трикутника, а поруч — трапеції, еліпси, гострі кути і гнуті лінії. Приладова панель і центральна консоль виглядають досить авангардно. Овальні шкали спідометра і тахометра мають класичне компонування. За рахунок всього цього зовнішність автомобіля вийшла вельми оригінальною і незвичайною.
На європейські Focus встановлюються бензинові двигуни сімейств Zetec і Zetec-SE об'ємом від 1,4 до 2,0 л (від 75 до 130 к. с.), а також дизель об'ємом 1,8 л (75, 90 і 115 к. с.). Американські версії, представлені на ринку з листопада 1999 року, оснащуються тільки бензиновими двигунами об'ємом від 2,0 до 2,3 л (від 110 до 172 к. с.) в парі з автоматичною трансмісією.

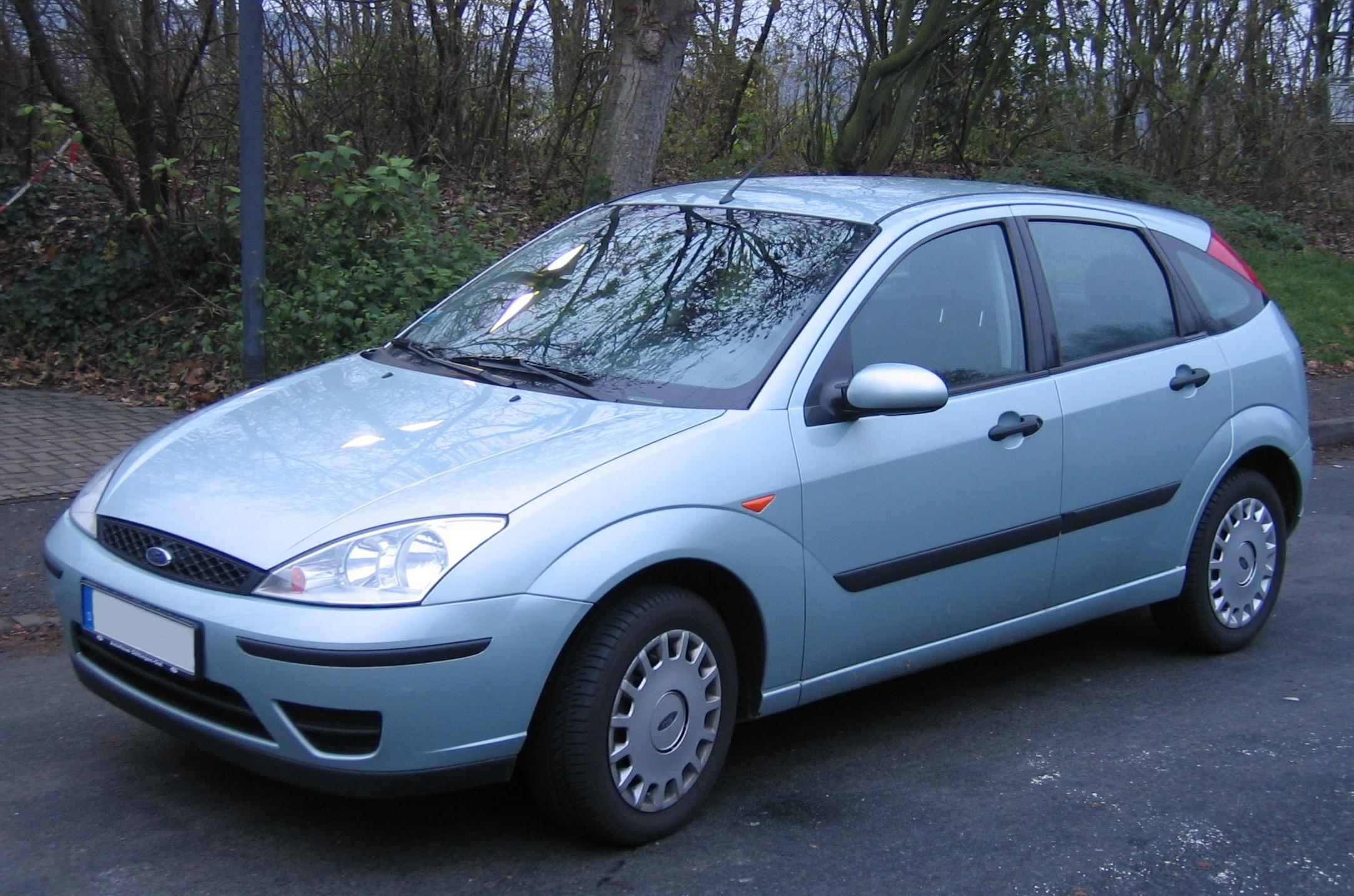
Ford Focus I для Європи (2001—2004)

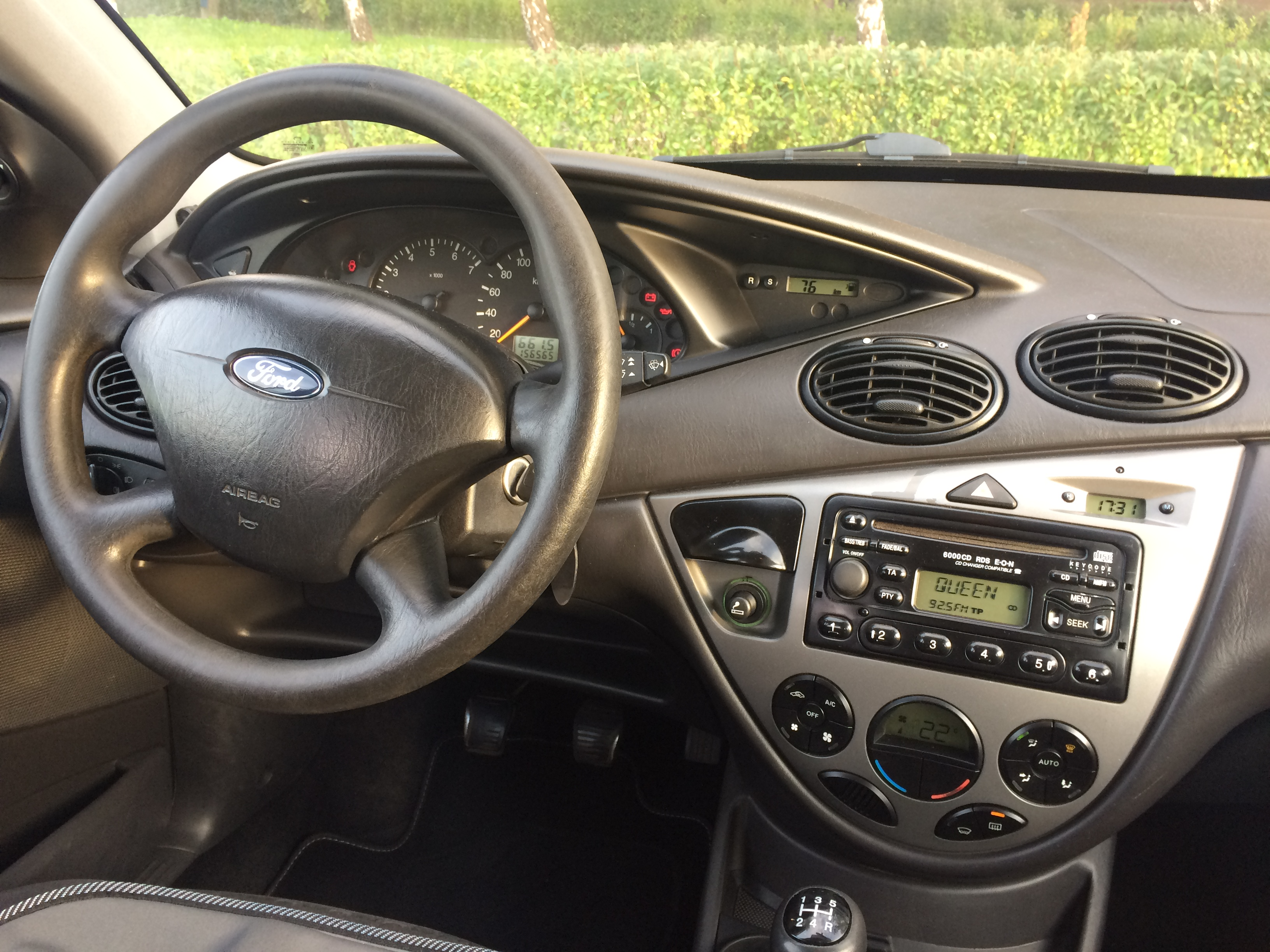
Салон Ford Focus I

Підвіска на Фокусі заслуговує окремої розмови, спереду — McPherson, ззаду — незалежна підвіска з ефектом підрулення коліс на повороті Control Blade. Забезпечує автомобілю неймовірну стійкість на поворотах і комфорт на будь-якому покритті. В іншому Focus зроблений за канонами класу В: передній привід, поперечно розташовані бензинові та дизельні двигуни, передня підвіска McPherson, механічна або автоматична трансмісія.
Focus отримав кілька варіантів оснащення. Базова комплектація (Ambiente) пропонувала: підсилювач керма, регульовану рульову колонку і подушку безпеки для водія. У виконанні Comfort: передні електросклопідйомники, кондиціонер, дистанційне відмикання багажника, центральний замок і речові кишені в передніх дверях. Комплектація Trend порадує передніми «протитуманками», шкіряним облицюванням керма і підсвічуванням багажника. Для найвимогливіших і вимогливих клієнтів пропонувалося виконання-люкс під назвою Ghia. Тут вже в стандартному оснащенні 15-дюймові колеса замість 14-дюймових, пасажирська подушка безпеки, зимовий пакет (обігрів сидінь, дзеркал, лобового скла, форсунок омивача, електропривід регулювання дзеркал), задні електросклопідйомники і центральний замок із ДУ.
Бардачок невеликий, зате в дверях є досить просторі ніші, перед важелем передач — майданчик, куди можна покласти невеликі предмети, наприклад, мобільний телефон, в сидіннях передбачені кишеньки. Сидіння мають стандартні механічні регулювання взад-вперед, кута нахилу спинки і величини поперекового підпору. У дорогих версіях передбачене електричне регулювання водійського крісла по висоті і можливість прибирати підлокітник. За вильоту і нахилу, причому в досить широкому діапазоні, регулюється і рульова колонка.
Завдяки всім перерахованим вище якостям Focus був визнаний «Автомобілем року Європи» в 1999 році і «Автомобілем року США» у 2000 році.
У 2001 році Focus піддався незначному рестайлінгу — змінилися фари, передній бампер, радіаторна решітка, а також деталі інтер'єру.
У 2002 році з'явилися дві «заряджені» модифікації з форсованими моторами об'ємом 2,0 л — Focus ST170 з двигуном потужністю 172 к. с. і Focus RS потужністю 215 к. с., виробництво якого було припинено всього через 394 дня після його початку.
Виробництво Ford Focus першого покоління в Європі припинили в 2004 році.
У 2005 році Ford Focus першого покоління для ринку Північної Америки піддався фейсліфтингу, були змінені фари, бампери, решітка радіатора, капот та оснащення.
У 2007 розпочато виробництво Ford Focus ІІ покоління для ринку Європи, наступні характеристики:

#### Двигуни
| Версія:               | Двигун:                              | Система живлення:    | Діаметр × хід:      | Ступінь стиснення: | Максимальна потужність:             | Макс. крутний момент       | 0-100 км/год: | V-max:     | Витрата паливо л/ 100 км: |
| Бензинові:            | Бензинові:                           | Бензинові:           | Бензинові:          | Бензинові:         | Бензинові:                          | Бензинові:                 | Бензинові:    | Бензинові: | Бензинові:                |
| --------------------- | ------------------------------------ | -------------------- | ------------------- | ------------------ | ----------------------------------- | -------------------------- | ------------- | ---------- | ------------------------- |
| 1.4 Zetec-SE 16V      | R4 1,4 l (1388 cm³), DOHC 16V        | wtrysk wielopunktowy | 76,00 mm × 76,50 mm | 11,0:1             | 75 к.с. (55 кВт) przy 5000 obr./min | 125 Нм przy 3500 obr./min  | 14,3 s        | 171 km/h   | 6,6 - 6,8 l               |
| 1.6 Duratec 8V*       | R4 1,6 l (1597 cm³), SOHC 8V         | wtrysk wielopunktowy | 79,00 mm × 81,40 mm | 10,0:1             | 98 KM (72 kW) przy 5500 obr./min    | 140 N•m przy 4000 obr./min | 11,4 s        | 180 km/h   | 7,0 - 7.3 l               |
| 1.6 Zetec-SE 16V      | R4 1,6 l (1596 cm³), DOHC 16V        | wtrysk wielopunktowy | 79,00 mm × 81,40 mm | 11,0:1             | 100 KM (74 kW) przy 6000 obr./min   | 144 N•m przy 4000 obr./min | 10,9 s        | 190 km/h   | 6,8 - 7,1 l               |
| 1.8 Zetec-E 16V       | R4 1,8 l (1796 cm³), DOHC 16V        | wtrysk wielopunktowy | 80,60 mm × 88,00 mm | 10,0:1             | 115 KM (85 kW) przy 5750 obr./min   | 160 N•m przy 3750 obr./min | 10,2 s        | 198 km/h   | 7,5 - 7,9 l               |
| 2.0 Zetec-E 16V       | R4 2,0 l (1998 cm³), DOHC 16V        | wtrysk wielopunktowy | 84,80 mm × 88,00 mm | 10,0:1             | 130 KM (96 kW) przy 5500 obr./min   | 175 N•m przy 3750 obr./min | 9,2 s         | 201 km/h   | 8,5 - 8,9 l               |
| 2.0 DuratecST (ST170) | R4 2,0 l (1988 cm³), DOHC 16V        | wtrysk wielopunktowy | 84,80 mm × 88,00 mm | 10,2:1             | 173 KM (127 kW) przy 7000 obr./min  | 197 N•m przy 5500 obr./min | 8,2 s         | 216 km/h   | 8,9 - 9,2 l               |
| 2.0 DuratecRS (RS)    | R4 2,0 l (1988 cm³), DOHC 16V, turbo | wtrysk wielopunktowy | 84,80 mm × 88,00 mm | 8,0:1              | 215 KM (158 kW) przy 5500 obr./min  | 310 N•m przy 3500 obr./min | 6,4 s         | 240 km/h   | 9,9 - 10,2 l              |
| Дизельні:             |                                      |                      |                     |                    |                                     |                            |               |            |                           |
| 1.8 Endura-TDDi       | R4 1,8 l (1753 cm³), SOHC, turbo     | pompa rotacyjna      | 82,50 mm × 82,00 mm | 19,4:1             | 75 к.с. (55 кВт) przy 4000 obr./min | 175 Нм przy 1800 obr./min  | 14,7 s        | 168 km/h   | 5,1 - 5,2 l               |
| 1.8 Endura TDDi       | R4 1,8 l (1753 cm³), SOHC, turbo     | pompa rotacyjna      | 82,50 mm × 82,00 mm | 19,4:1             | 90 KM (66 kW) przy 4000 obr./min    | 200 N•m przy 2000 obr./min | 12,4 s        | 184 km/h   | 5,4 - 5,7 l               |
| 1.8 DuraTorq TDCi*    | R4 1,8 l (1753 cm³), SOHC, turbo     | common rail          | 82,50 mm × 82,00 mm | 18,5:1             | 100 KM (74 kW) przy 3800 obr./min   | 240 N•m przy 1750 obr./min | 11,5 s        | 186 km/h   | 5,2 - 5,5 l               |
| 1.8 DuraTorq TDCi     | R4 1,8 l (1753 cm³), SOHC, turbo     | common rail          | 82,50 mm × 82,00 mm | 18,5:1             | 115 KM (85 kW) przy 3800 obr./min   | 250 N•m przy 1850 obr./min | 10,6 s        | 196 km/h   | 5,4 - 5,7 l               |

Ford Focus I для ринку Європи

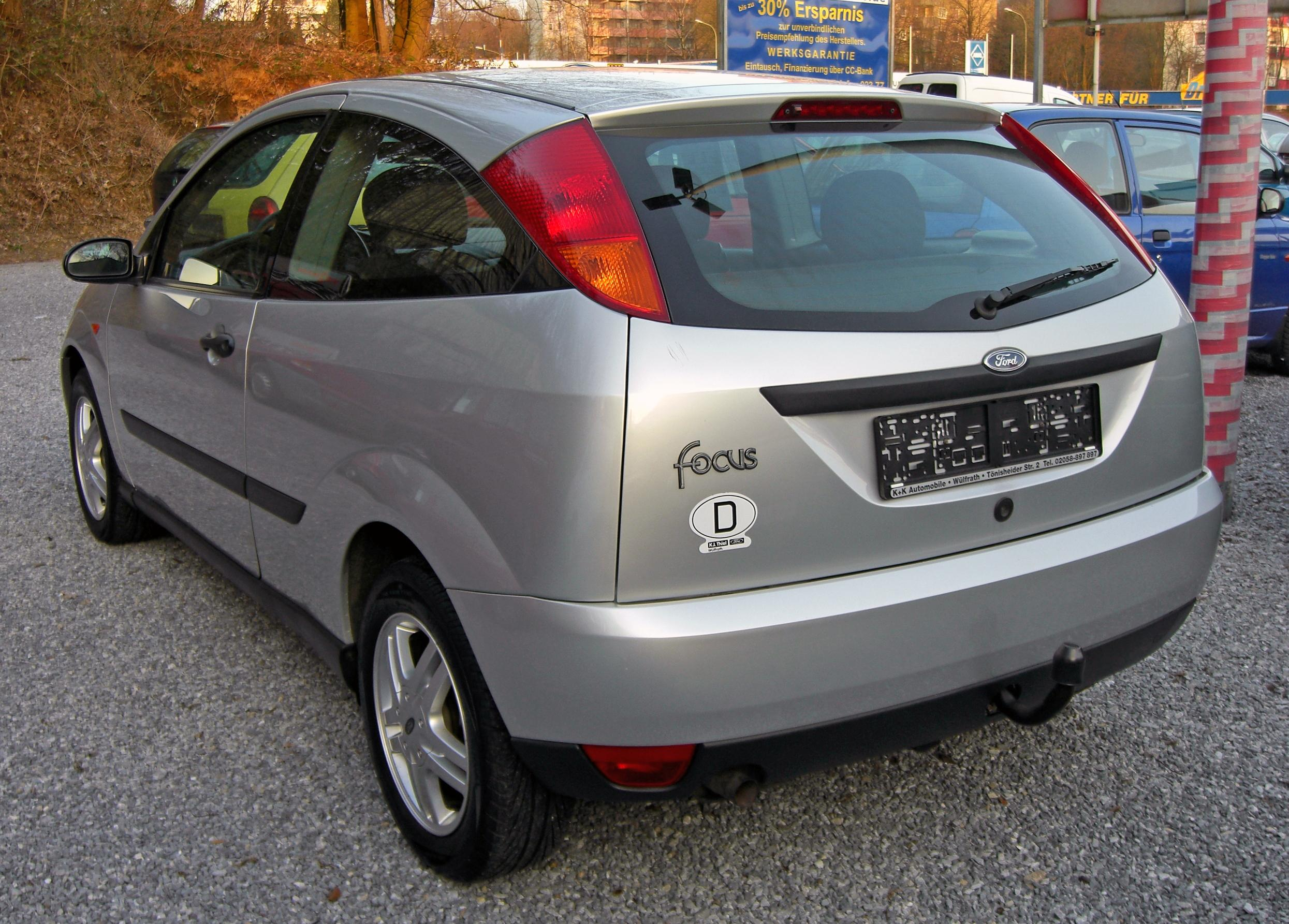
Ford Focus I 3-дв. хетчбек (1998–2001)
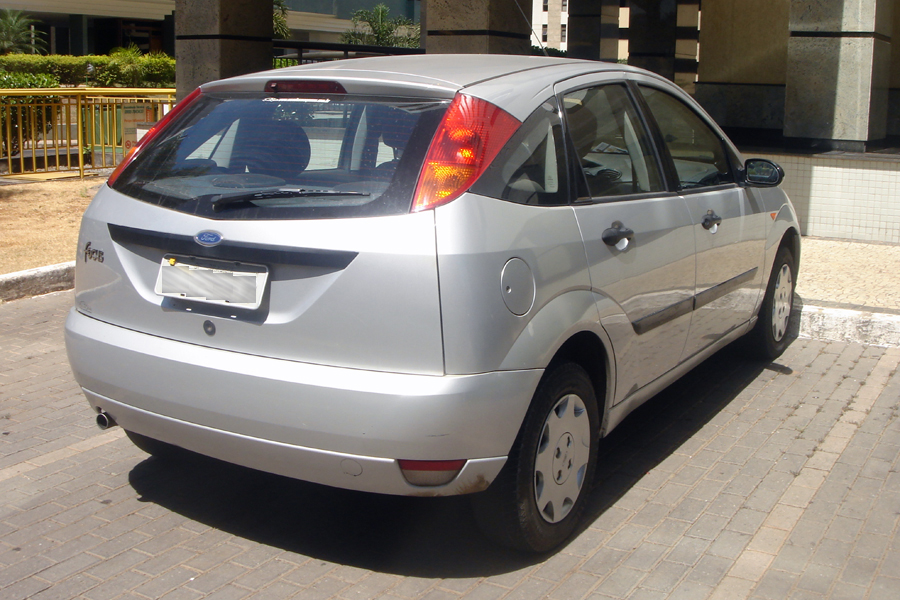
Ford Focus I 5-дв. хетчбек (1998–2001)
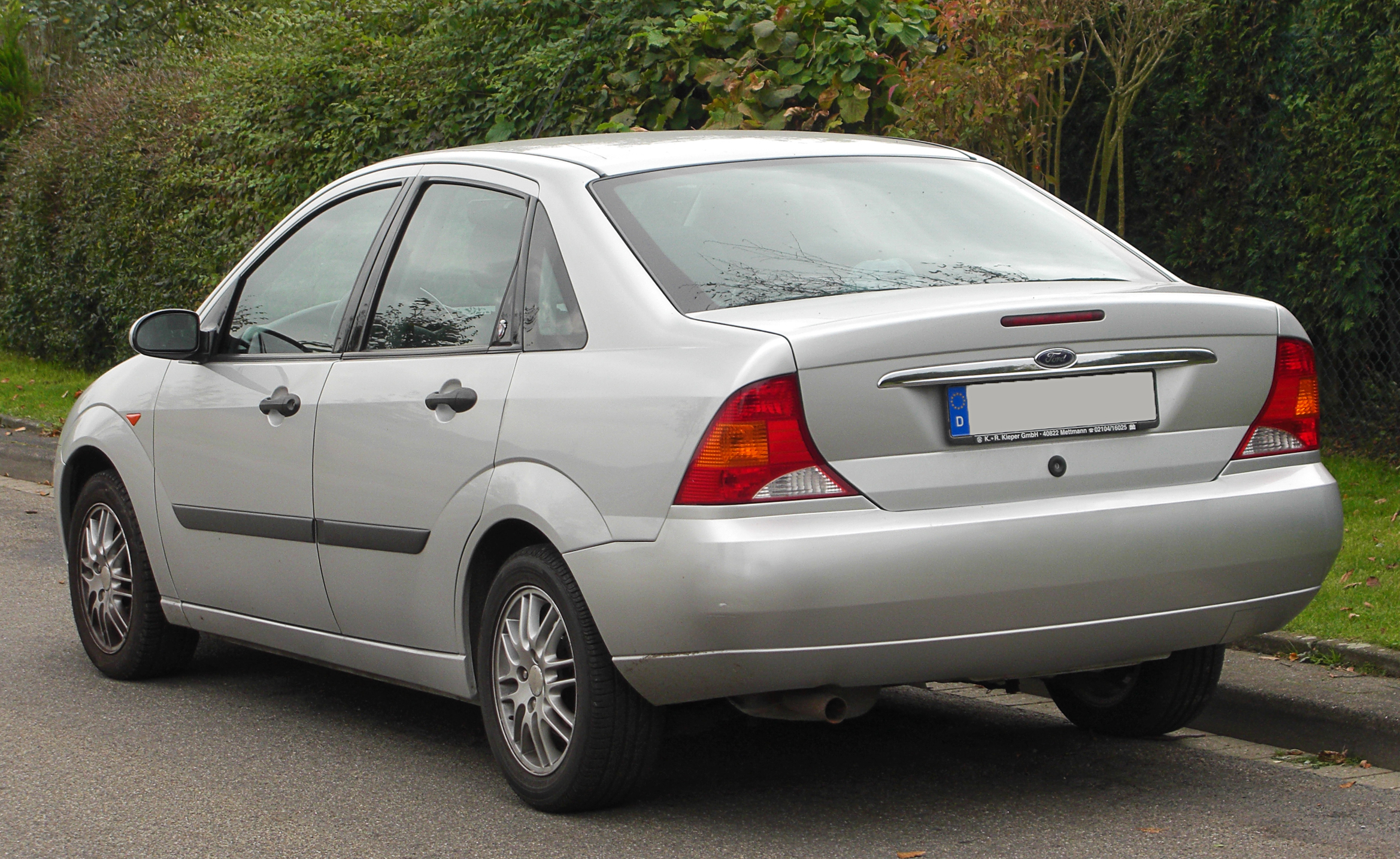
Ford Focus I седан (1999–2001)
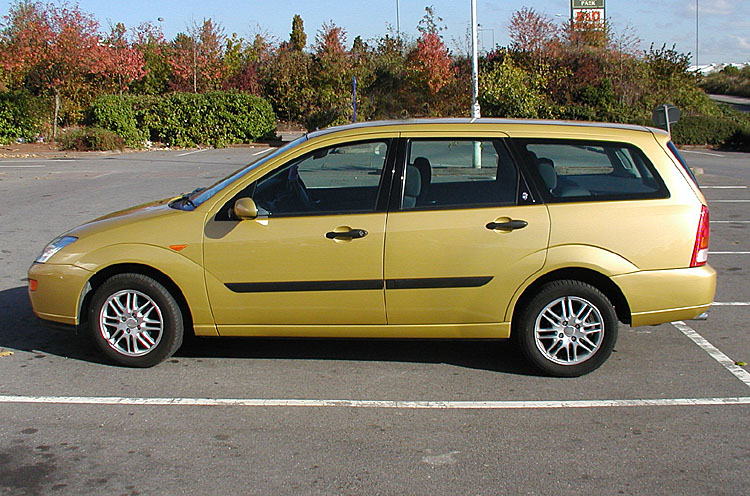
Ford Focus I Turnier (1999–2001)
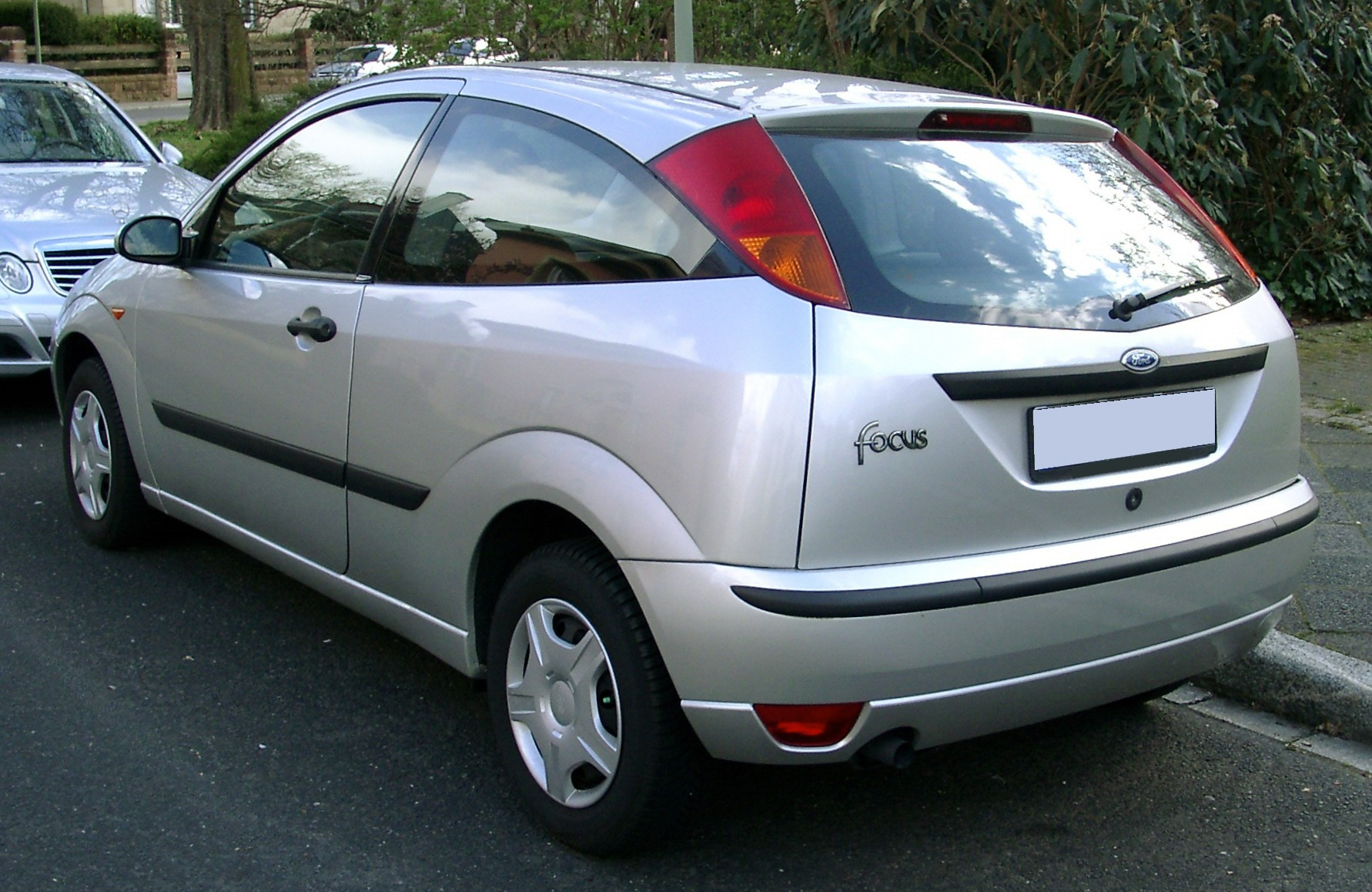
Ford Focus I 3-дв. хетчбек (2001–2004)
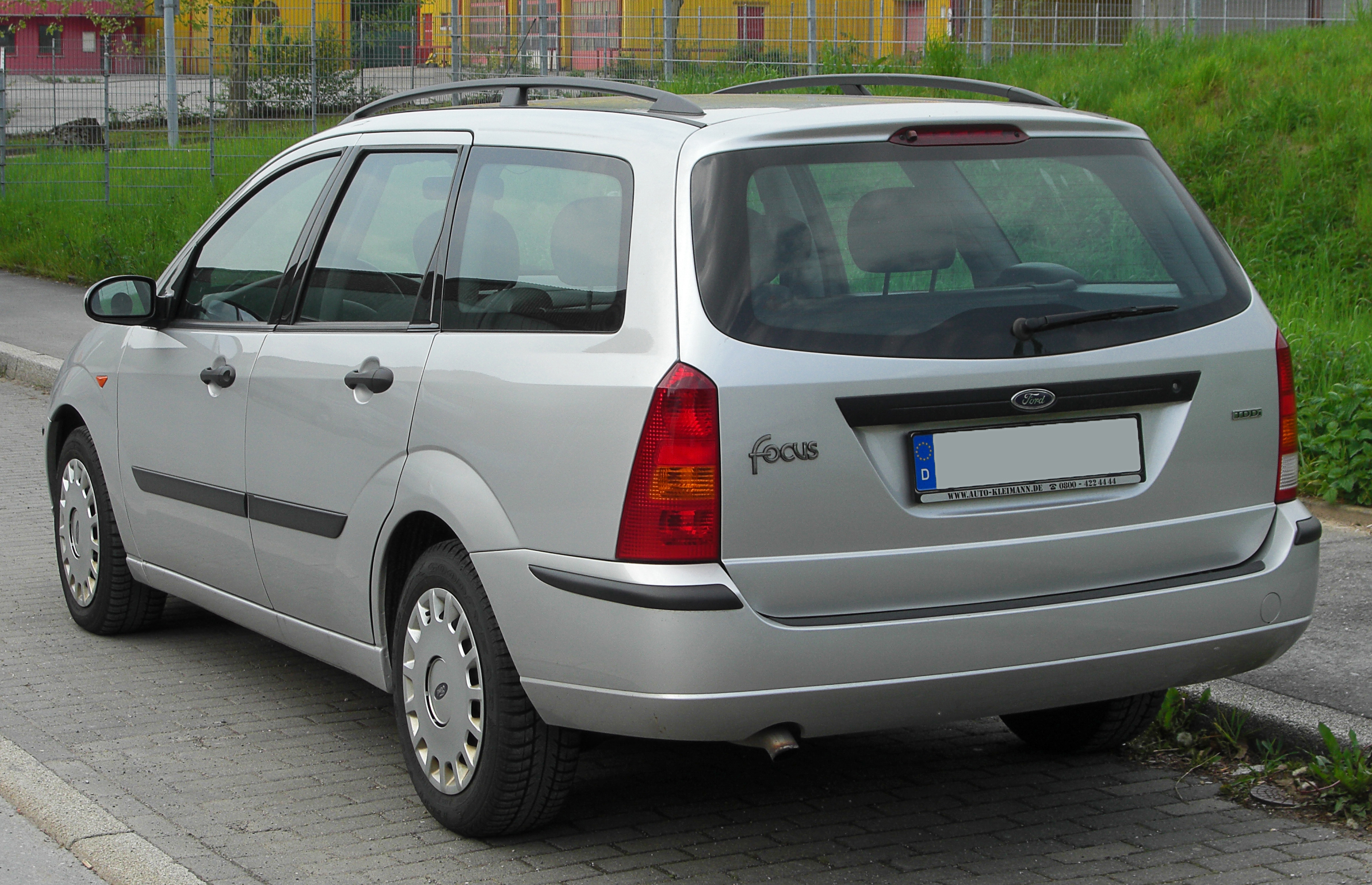
Ford Focus I Turnier (2001–2004)
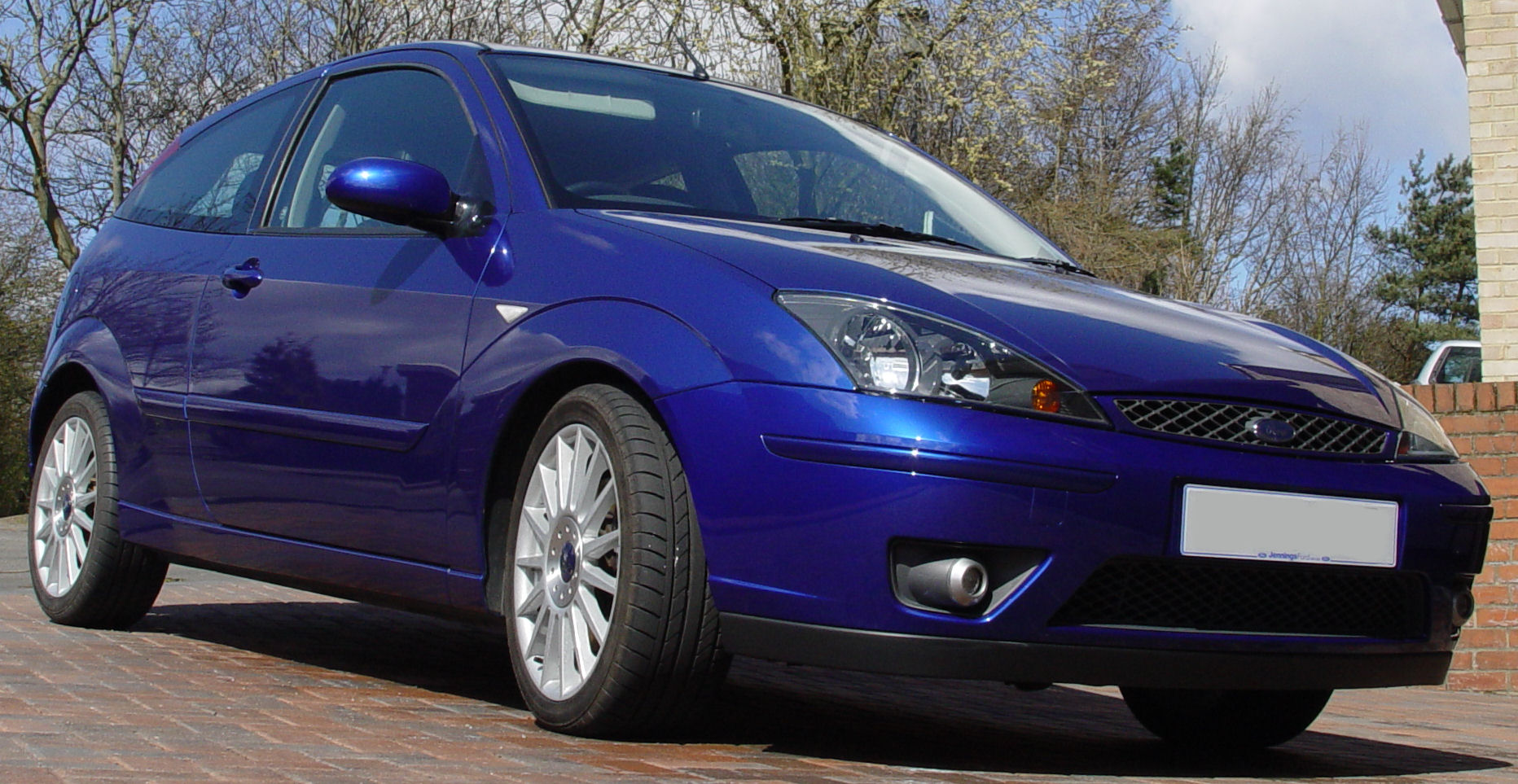
Ford Focus I ST170 (2002–2004)
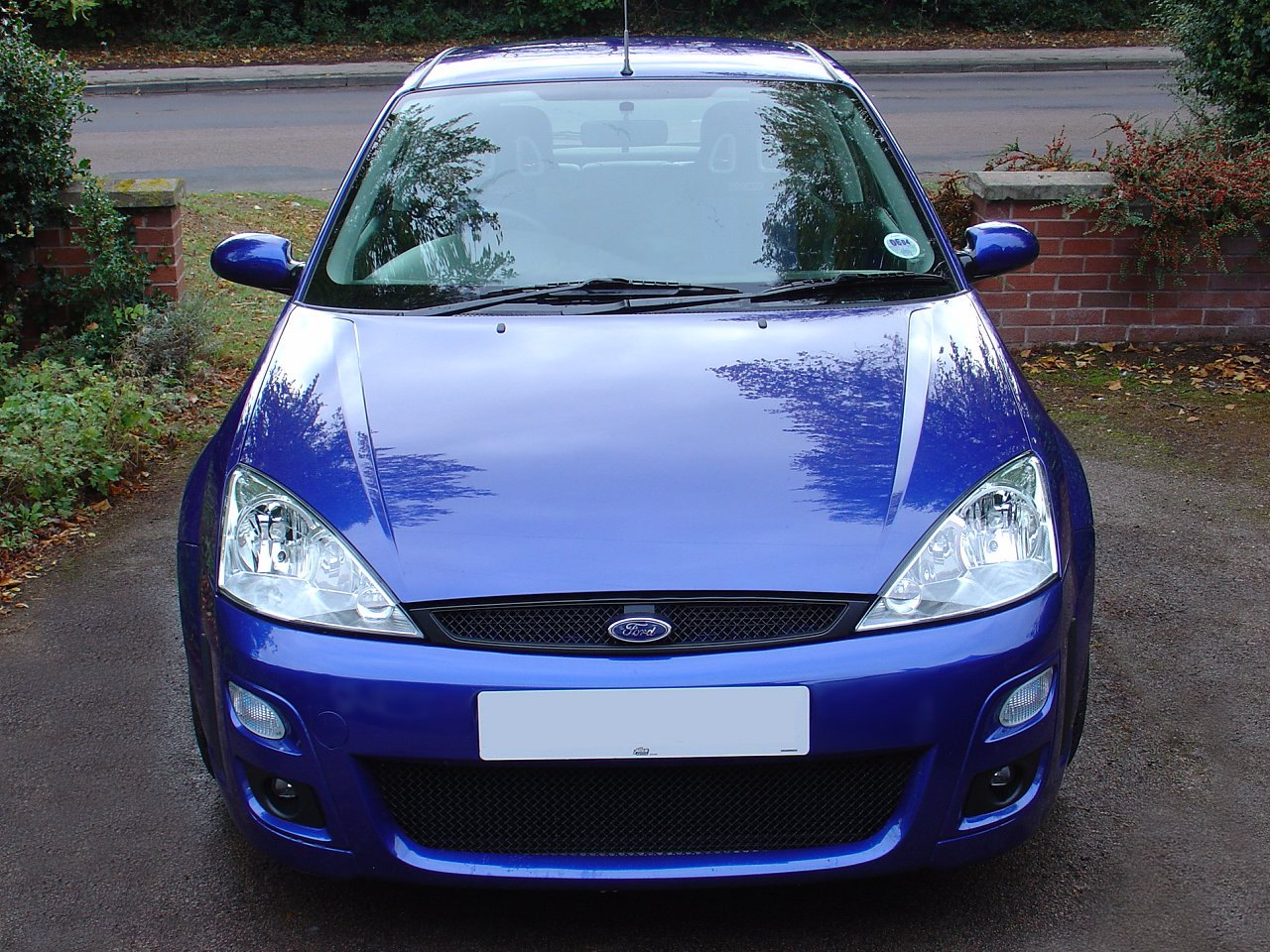
Ford Focus I RS (2002–2004)

Ford Focus I для ринку Північної Америки

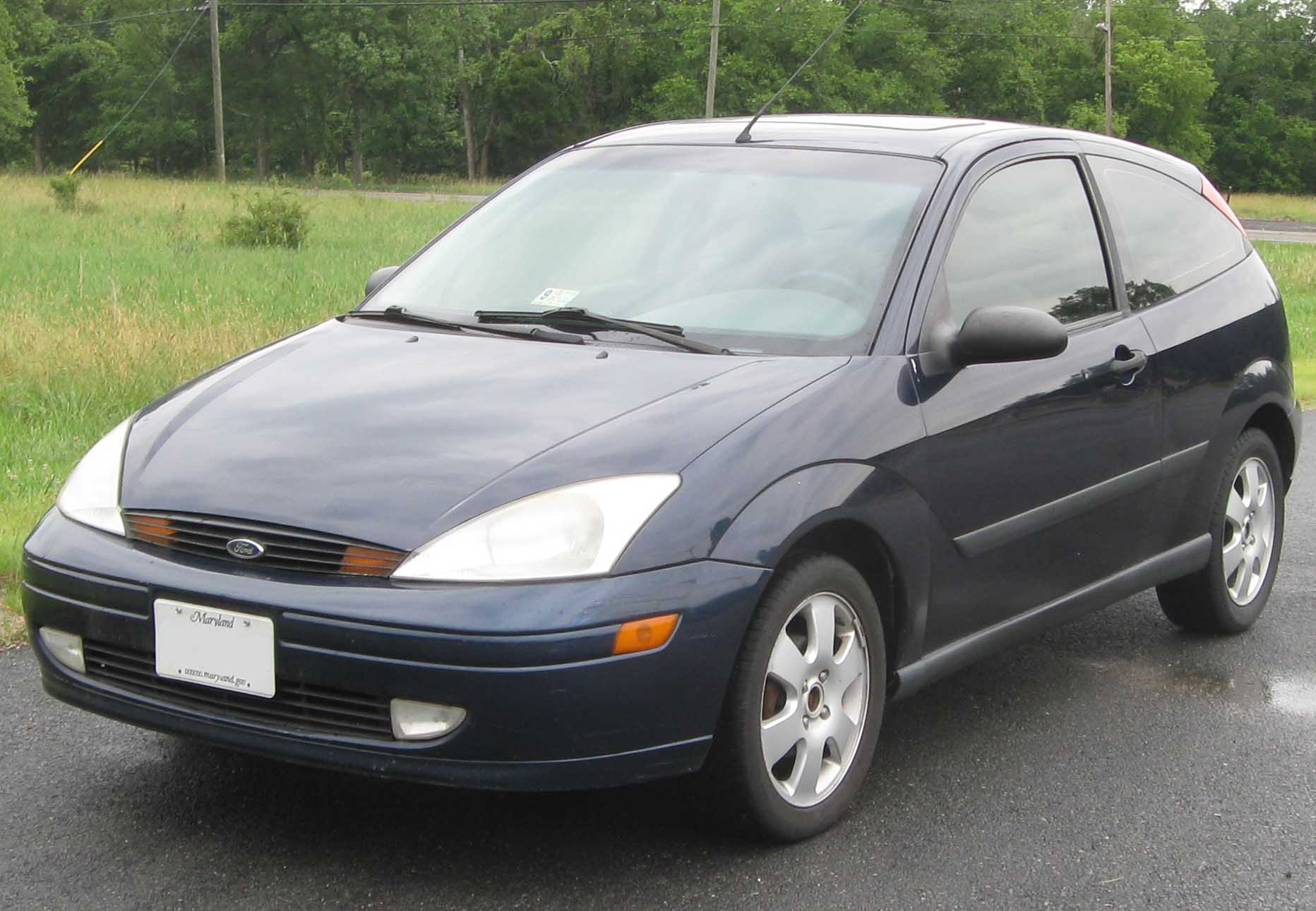
Ford Focus I ZX3 (2000–2004)
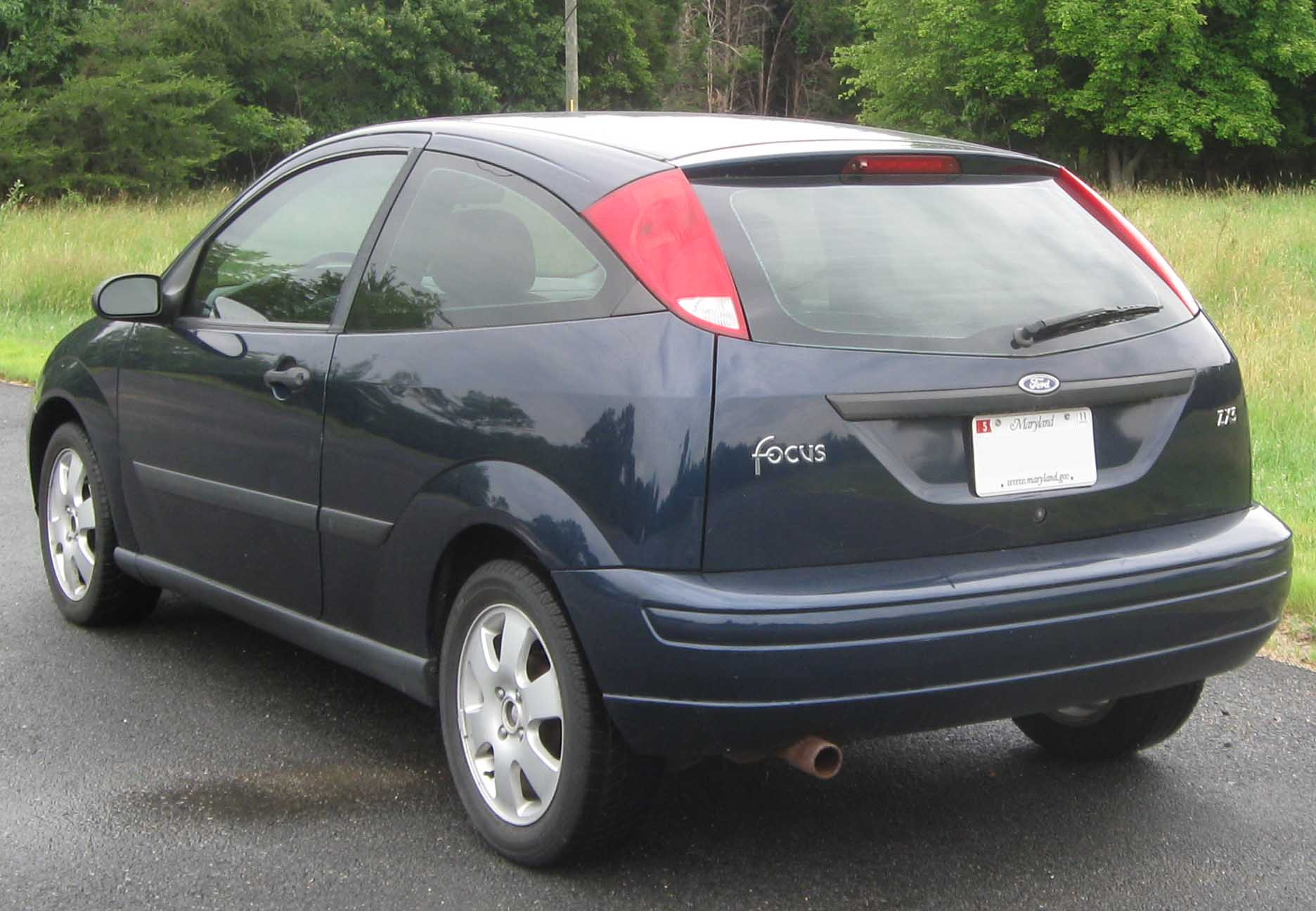
Ford Focus I ZX3 (2000–2004)
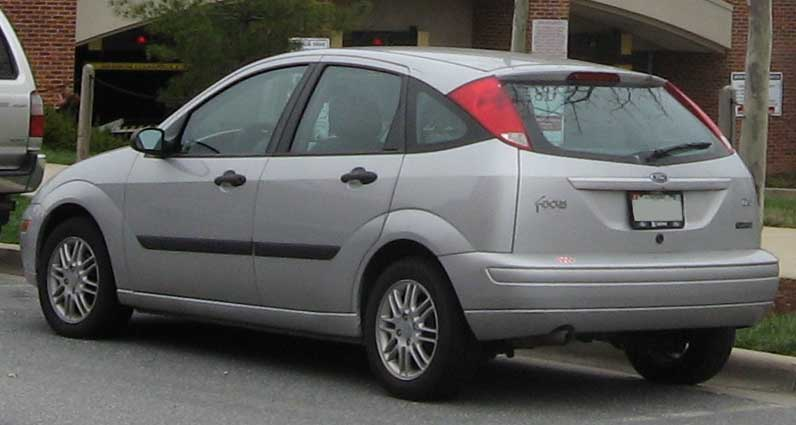
Ford Focus I ZX5 (2000–2004)
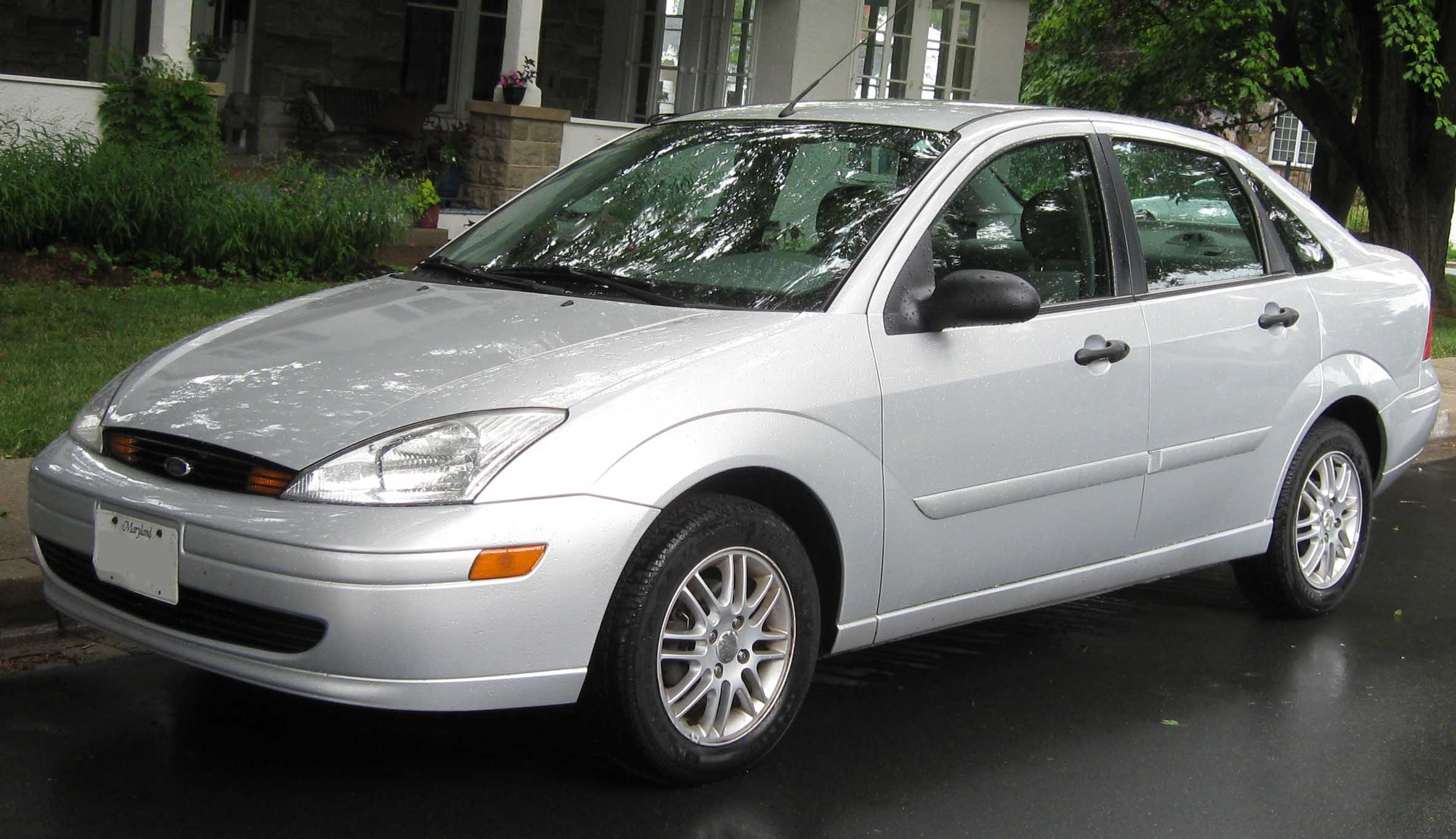
Ford Focus I ZX4 SE (2000–2004)
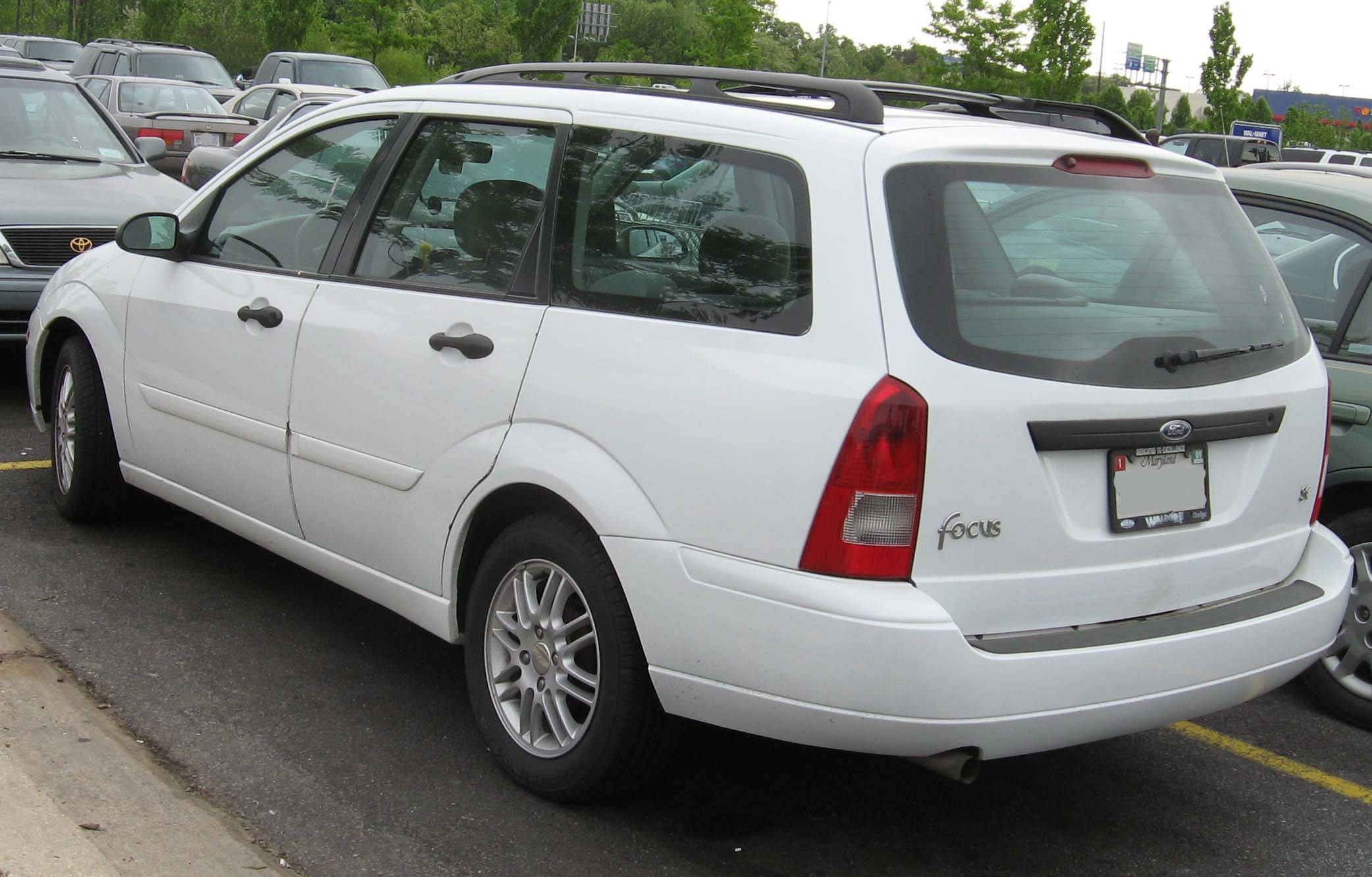
Ford Focus I ZXW (2000–2004)
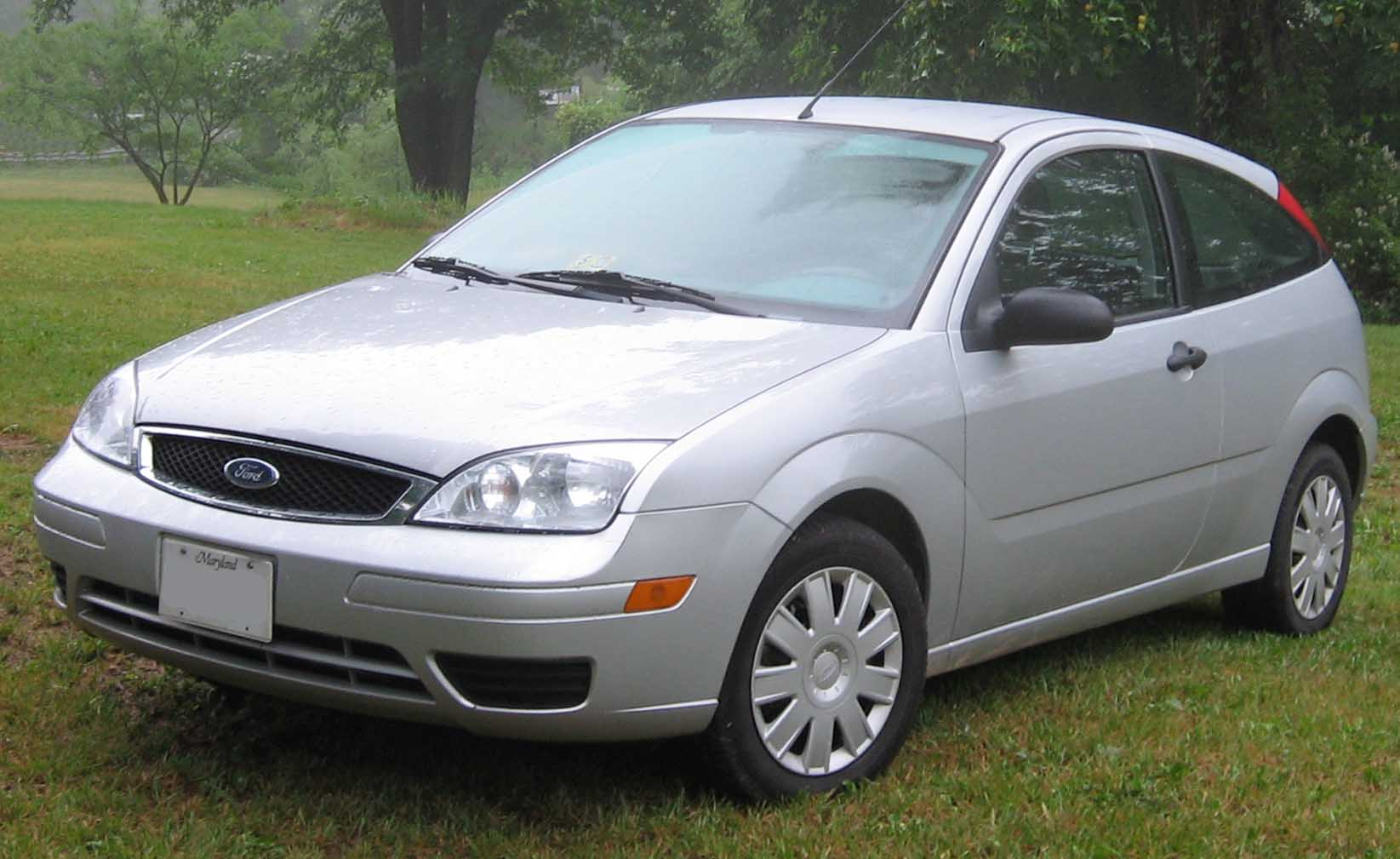
Ford Focus I ZX3 (2005–2007)
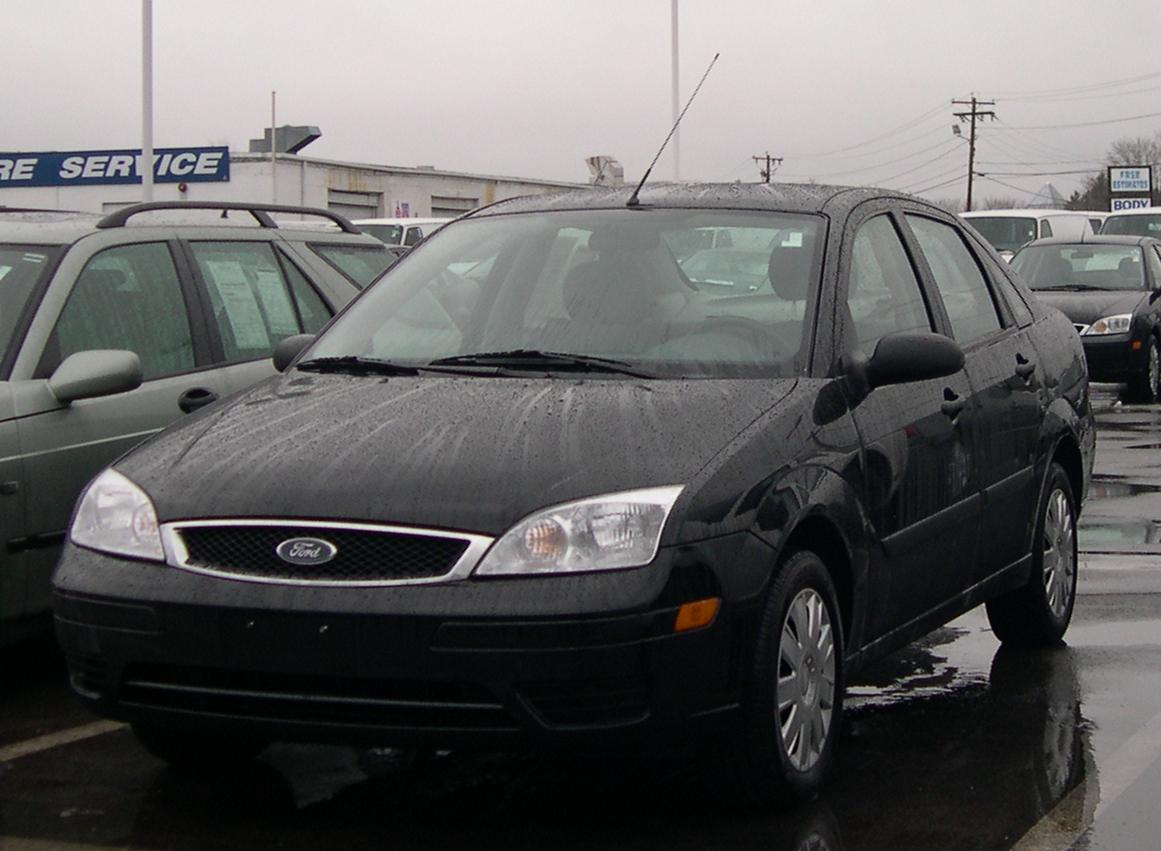
Ford Focus I ZX4 (2005–2007)
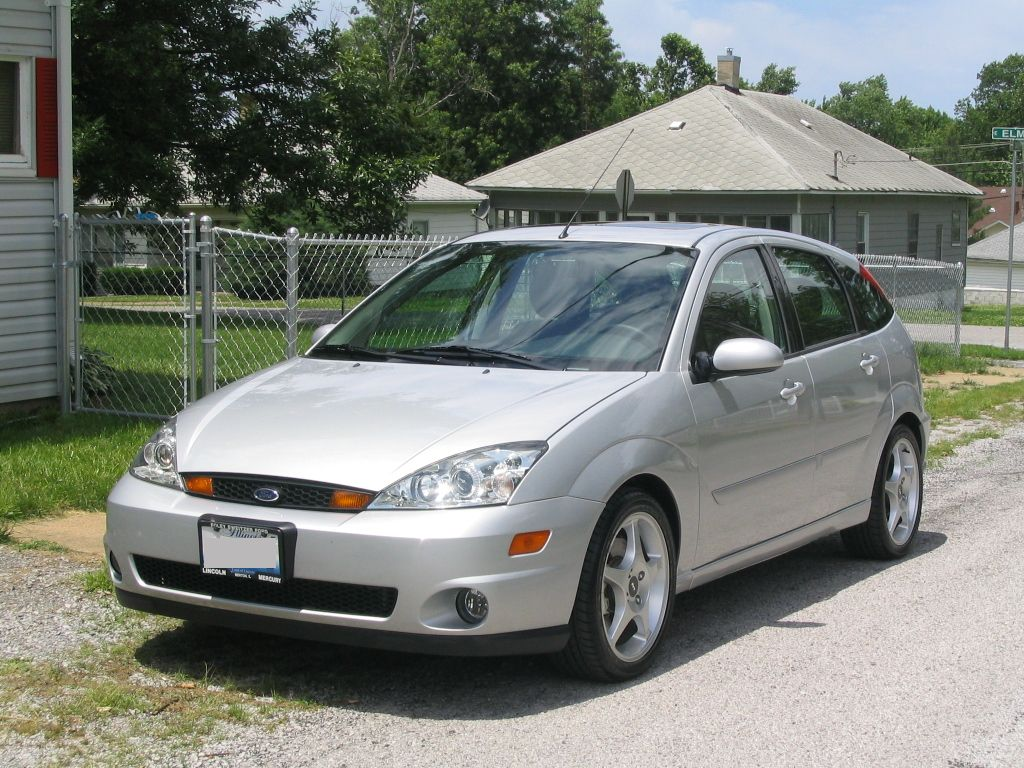
Ford Focus I SVT
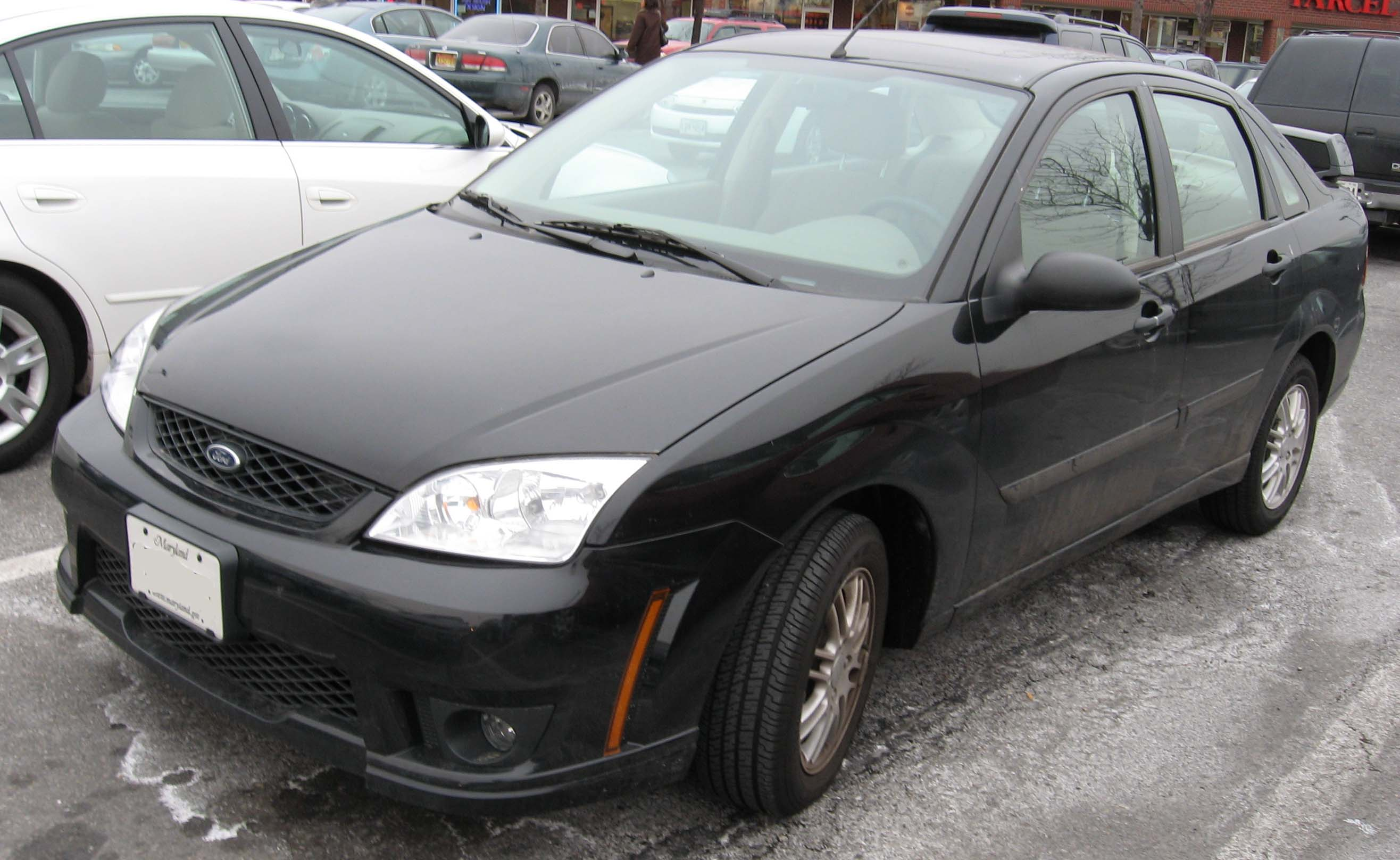
Ford Focus I ST
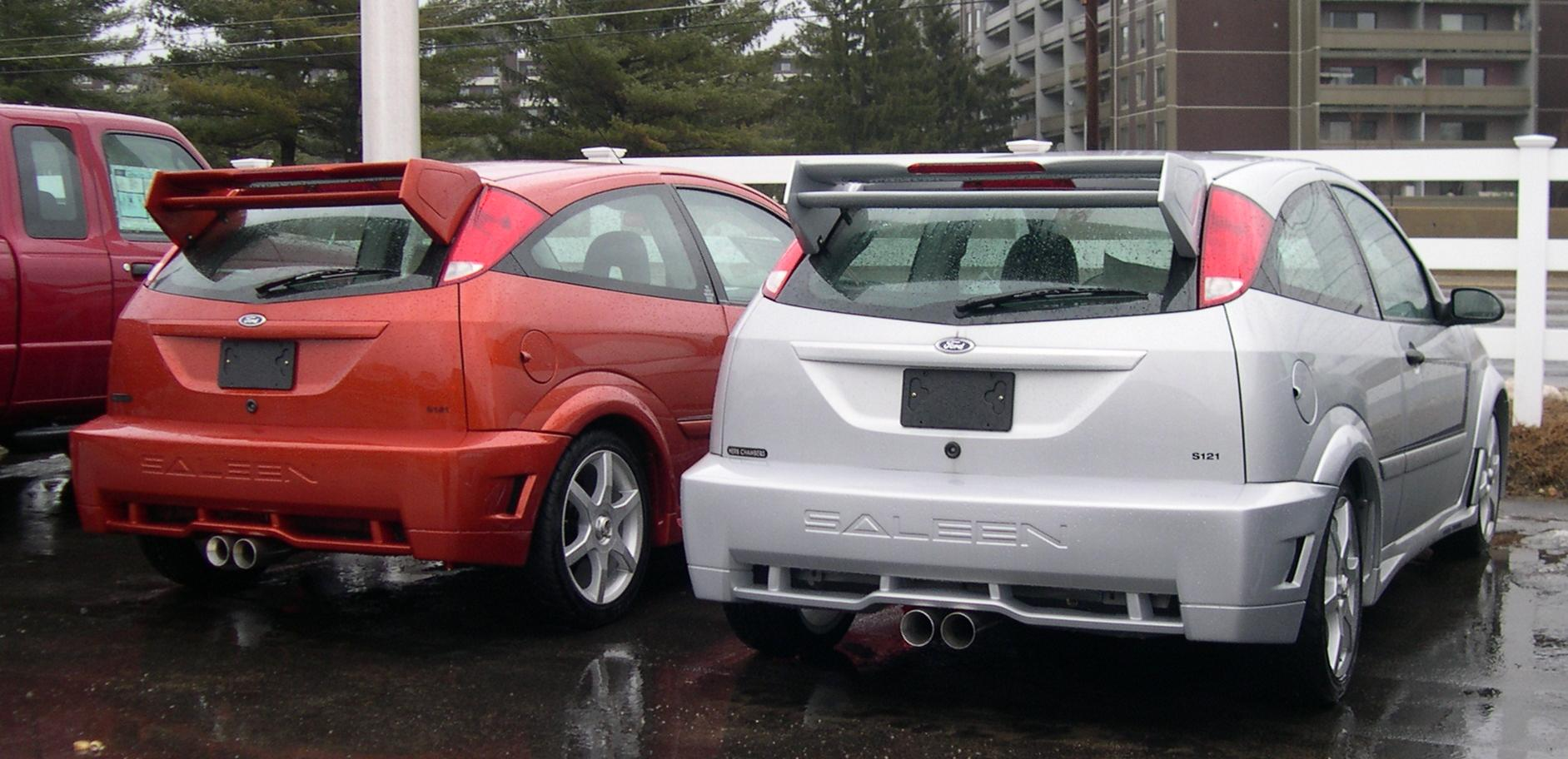
Saleen S121

## Ford Focus II (C307) (2004—2011)

### Європа

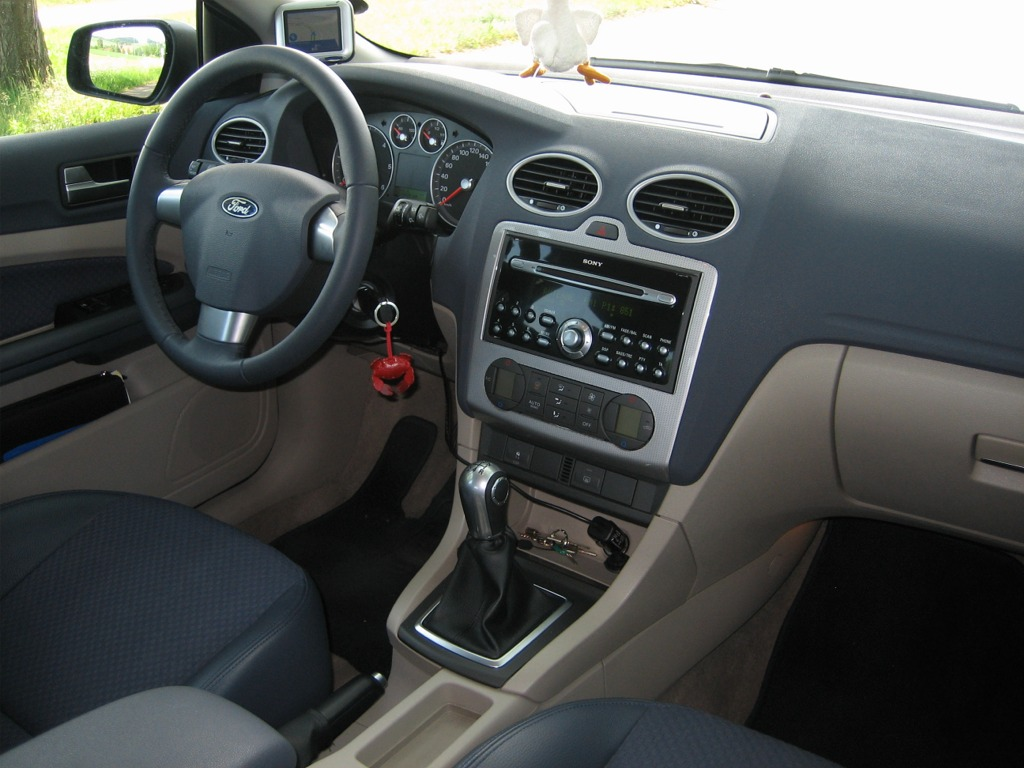
Салон

Нове покоління Ford Focus II дебютувало у вересні 2004 року в Паризькому автосалоні. Виробництво автомобіля спочатку почалося в жовтні 2004 року на головному заводі для Focus в Саарлуї (Німеччина) і у Валенсії (Іспанія), навесні 2005 року — на Росії (завод у Всеволожську), в КНР і в Тайвані. Базою автомобіля є платформа концерну Ford-С1, яка вже дала життя таким моделям як Ford Focus C-Max, Mazda3 і Volvo S40/V50. Візуально він виглядає солідніше попередника. І справа тут не тільки в кузовний стилістиці. Друге покоління ширше і довше (на 50 мм) від першого. Колісна база збільшена на 25 мм, колія — на 40 мм. Колеса тепер — на 15, 16 або 17 дюймів. Ось чому в салоні так просторо навіть заднім пасажирам. А похилий дах, що додає зовнішності автомобіля стрімкість, знаходиться досить високо над головами пасажирів.
Новий Ford Focus II пропонується з кузовами 3-дв. і 5-дв. хечбеків, седана і універсала в чотирьох фіксованих комплектаціях:
- Ambiente (ПБ водія, центральний замок, іммобілайзер, регулювання рульової колонки по вильоту і куту нахилу);
- Comfort (додатково кондиціонер із режимом циркуляції повітря та електропривод);
- Trend (додатково бортовий комп'ютер, протитуманні фари і покращений інтер'єр);
- Ghia (додатково оздоблення салону алюмінієм і шкірою, повний набір ПБ, включаючи бічні, центральний замок із ДУ, охолоджуваний ящик рукавички, магнітолу Sony та ін.).За доплату пропонують ABS і систему динамічної стабілізації IVD, двохзонний клімат-контроль, біксенонові фари, парктронік, аудіосистему з багатофункціональним сенсорним дисплеєм (всього 6 варіантів), три види литих дисків і можливість встановлення голосового управління мобільним телефоном.

Гамма двигунів: 1,4 л R4 16 V (80 к. с.); 1,6 л R4 16V (100 к. с.); 1,6 л R4 16V Duratec Ti-VCT із змінними фазами газорозподілу (115 к. с.); 2,0 л R4 16V (145 к. с.) і турбодизель Duratorg 1,8 л R4 16V (115 к. с.). Вибір КП — 5-ступінчаста «механіка» (дві моделі, IB5 і MTX75) або 4-ступінчастий адаптивний «автомат» Durashift-ECT (тільки для 1,6 л). Focus II оснащують також турбодизелями TDCi обсягом 1,6 л R4 16V у версіях 90 к. с. або 109 к. с., а також 2,0 л R4 16V 136 к. с.
Об'єм багажника зріс на 10 % до 385 літрів (1245 літрів при складених сидіннях) на хетчбеку і до 475 літрів (1525 літрів при складених сидіннях) на універсалі.
Безпеку забезпечують: бічні фіранки і надувні подушки безпеки, які надуваються від передньої до задньої стійки. У рейтингу Euro NCAP Focus II визнано найбезпечнішим автомобілем у класі.

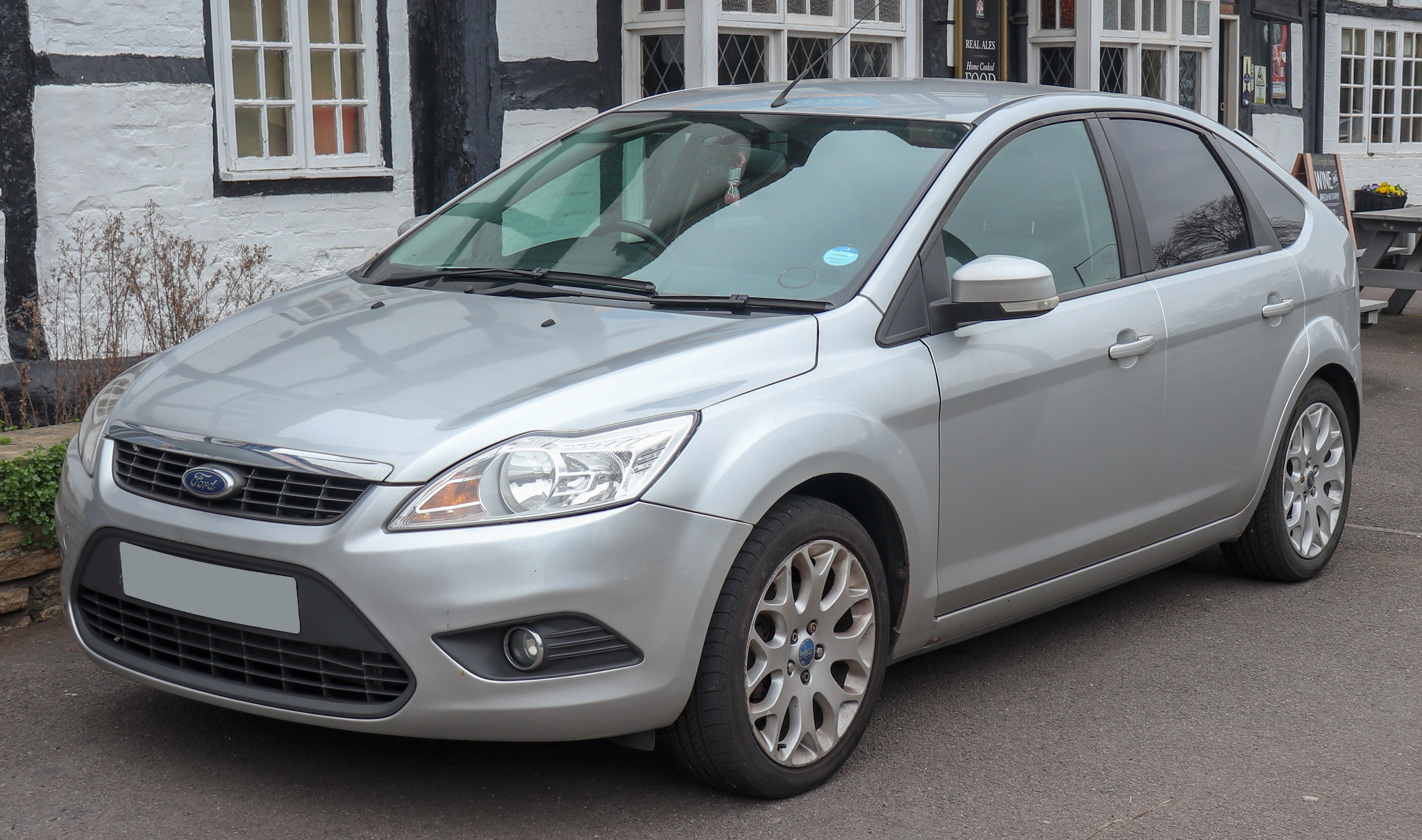
Ford Focus II 5-дв. хетчбек
(2008—2010)

У 2008 році Ford Focus II піддали рестайлінгу. В автомобілі змінили фари, капот, крила, бампери та дзеркала.
Модернізований Focus також багатий на нові функції і додаткове обладнання. Зручна горловина паливного бака без кришки — EasyFuel — допоможе уникнути помилок при заправці, а система попередження про низький тиск — заздалегідь дізнатися про можливі проблеми з шинами. У салоні передбачена розетка живлення 230 В, до якої можна підключати різне електрообладнання. Аудіосистема Sony відрізняється чудовою якістю звучання, а крім цього, пропонує можливість прослуховувати файли формату MP3 і підключати до системи Ваш мобільний телефон через Bluetooth ®, встановлюючи таким чином гучний зв'язок. Доповнюють картину світлодіодні задні ліхтарі, що створюють унікальний візуальний ефект.
Лінійка моторів рестайлінгового Ford Focus, не зазнала особливих змін: автомобіль оснащувався бензиновими агрегатами 1,4 (80 к. с.), 1,6 (100 і 115 к. с.), 1,8 (125 к. с.) і 2,0 (145 к. с.). Турбодизельний мотор один — об'ємом 1,8 л і потужністю 115 к. с.
Система безпеки автомобіля отримала найвищий 5-зірковий рейтинг на тестах Euro NCAP в категорії «безпека дорослих пасажирів». Такий високий рівень безпеки забезпечує вражаючий набір передових технологій у тому числі інтелектуальна система безпеки (IPS). Технології освітлення, застосовані в новому Focus, роблять нічний водіння впевненіше та безпечніше. На автомобіль можна встановити фари, які включаються автоматично, як тільки стає темно, а також біксенонові фари, або адаптивну систему головного освітлення. Адаптивна система головного освітлення автоматично зміщує світловий пучок у горизонтальній площині в залежності від швидкості руху автомобіля і кута повороту рульового колеса. Це означає, що при повороті керма фари повертаються, висвітлюючи саме дорогу, а не навколишній пейзаж. Таке освітлення особливо ефективно на віражах. Воно покращує видимість вигинів дороги і робить водіння безпечнішим. У той же час, нові світлодіодні задні ліхтарі, що йдуть у комплекті з біксеноновими фарами або адаптивної системою головного освітлення, загоряються швидше і світять яскравіше, ніж звичайні лампи розжарювання. Це робить автомобіль помітніше для інших водіїв.
Автомобіль як і раніше доступний у декількох кузовах: 3- і 5-дверний хетчбек, 4-дверний седан і 5-дверний універсал. Флагманська модель — Focus ST — це неймовірна динаміка, унікальний спортивний дизайн, потужні гальма і 18-дюймові легкосплавні диски.

### Двигуни
| Модель                      | Об'єм     | Циліндри/Клапани | Потужність                         | Крутний момент                | Витрати пального                                         | Роки виробництва | Примітки |
| Бензинові                   | Бензинові | Бензинові        | Бензинові                          | Бензинові                     | Бензинові                                                | Бензинові        | Бензинові |
| --------------------------- | --------- | ---------------- | ---------------------------------- | ----------------------------- | -------------------------------------------------------- | ---------------- | --- |
| 1.4                         | 1388 см³  | R4 (16V)         | 59 кВт (80 к. с.) при 5700 об/хв   | 123 Н·м при 3500 об/хв        | 6,6 л/100 км                                             | 2004—2010        | |
| 1.6                         | 1596 см³  | R4 (16V)         | 74 кВт (101 к. с.) при 6000 об/хв  | 150 Н·м при 4000 об/хв        | 6,7 л/100 км (5-ст. МКПП) 7,7 л/100 км (4-ст. АКПП)      | 2004—2010        | також для Coupé-Cabriolet |
| 1.6 Ti-VCT                  | 1596 см³  | R4 (16V)         | 85 кВт (115 к. с.) при 6000 об/хв  | 155 Н·м при 4150 об/хв        | 6,6 л/100 км                                             | 2004—2010        | |
| 1.8                         | 1798 см³  | R4 (16V)         | 92 кВт (125 к. с.) при 6000 об/хв  | 165 Н·м при 4000 об/хв        | 7,0 л/100 км                                             | 2006—2010        | |
| 2.0                         | 1999 см³  | R4 (16V)         | 107 кВт (145 к. с.) при 6000 об/хв | 185 Н·м при 4500 об/хв        | 7,1 л/100 км (5-ст. МКПП) 8,0 л/100 км (4-ст. АКПП)      | 2004—2010        | також для Coupé-Cabriolet |
| 2.5T                        | 2521 см³  | R5 (20V)         | 166 кВт (226 к. с.) при 6000 об/хв | 320 Н·м при 1600—4000 об/хв   | 9,3 л/100 км                                             | 2005—2010        | турбодвигун, тільки для модифікації ST                                                                                               |
| 2.5T                        | 2521 см³  | R5 (20V)         | 224 кВт (305 к. с.) при 6500 об/хв | 440 Н·м при 2300—4500 об/хв   | 9,4 л/100 км                                             | 2009—2010        | турбодвигун, тільки для модифікації RS                                                                                               |
| 2.5T                        | 2521 см³  | R5 (20V)         | 257 кВт (350 к. с.) при 6000 об/хв | 460 Н·м при 2500—4500 об/хв   | 9,9 л/100 км                                             | 2010             | турбодвигун, тільки для модифікації RS500                                                                                            |
| FFV (Flexible Fuel Vehicle) |           |                  |                                    |                               |                                                          |                  | |
| 1.8 Flexifuel               | 1798 см³  | R4 (16V)         | 92 кВт (125 к. с.) при 6000 об/хв  | 150 Н·м при 4000 об/хв        | 7,0 л/100 км                                             | 2006—2010        | Біоетанол E85 |
| Дизельні                    |           |                  |                                    |                               |                                                          |                  | |
| 1.6 TDCi                    | 1560 см³  | R4 (16V)         | 66 кВт (90 к. с.) при 4000 об/хв   | 215 Н·м при 1750 об/хв        | 4,5 л/100 км                                             | 2004—2010        | erst ab Modelljahr 2009 mit geschlossenem Partikelfilter lieferbar (als EURO5-Version)                                               |
| 1.6 TDCi                    | 1560 см³  | R4 (16V)         | 74 кВт (101 к. с.) при 4000 об/хв  | 215 Н·м при 1750 об/хв        | 4,5 л/100 км                                             | 2004—2010        | версія для австрійського ринку |
| 1.6 TDCi                    | 1560 см³  | R4 (16V)         | 80 кВт (109 к. с.) при 4000 об/хв  | 240 Н·м при 1750 об/хв        | 4,5 л/100 км                                             | 2004—2010        | з 2005 auf Wunsch mit Partikelfilter von 2005 bis 2007 auf Wunsch mit 5-Gang ASG (automatisiertes Schaltgetriebe), auch als ECOnetic |
| 1.8 TDCi                    | 1753 см³  | R4 (8V)          | 85 кВт (115 к. с.) при 3700 об/хв  | 280 Н·м при 1900 об/хв        | 5,2 л/100 км                                             | 2004—2006        | in einigen europäischen Ländern auch nach 2006 noch erhältlich                                                                       |
| 2.0 TDCi                    | 1997 см³  | R4 (16V)         | 81 кВт (110 к. с.) при 4000 об/хв  | 265 (275)* Н·м при 2000 об/хв | 5,8 л/100 км                                             | 2008—2010        | mit Partikelfilter und nur mit Powershift-Automatikgetriebe                                                                          |
| 2.0 TDCi                    | 1997 см³  | R4 (16V)         | 100 кВт (136 к. с.) при 4000 об/хв | 320 Н·м при 2000 об/хв        | 5,5 л/100 км (6-ст. МКПП) 5,8 л/100 км (PowerShift-АКПП) | 2004—2010        | seit 2005 auf Wunsch mit Partikelfilter 2010 тільки для Coupé-Cabriolet                                                              |

- Das Drehmoment wurde im August 2008 auf 275 Н·м angehoben.

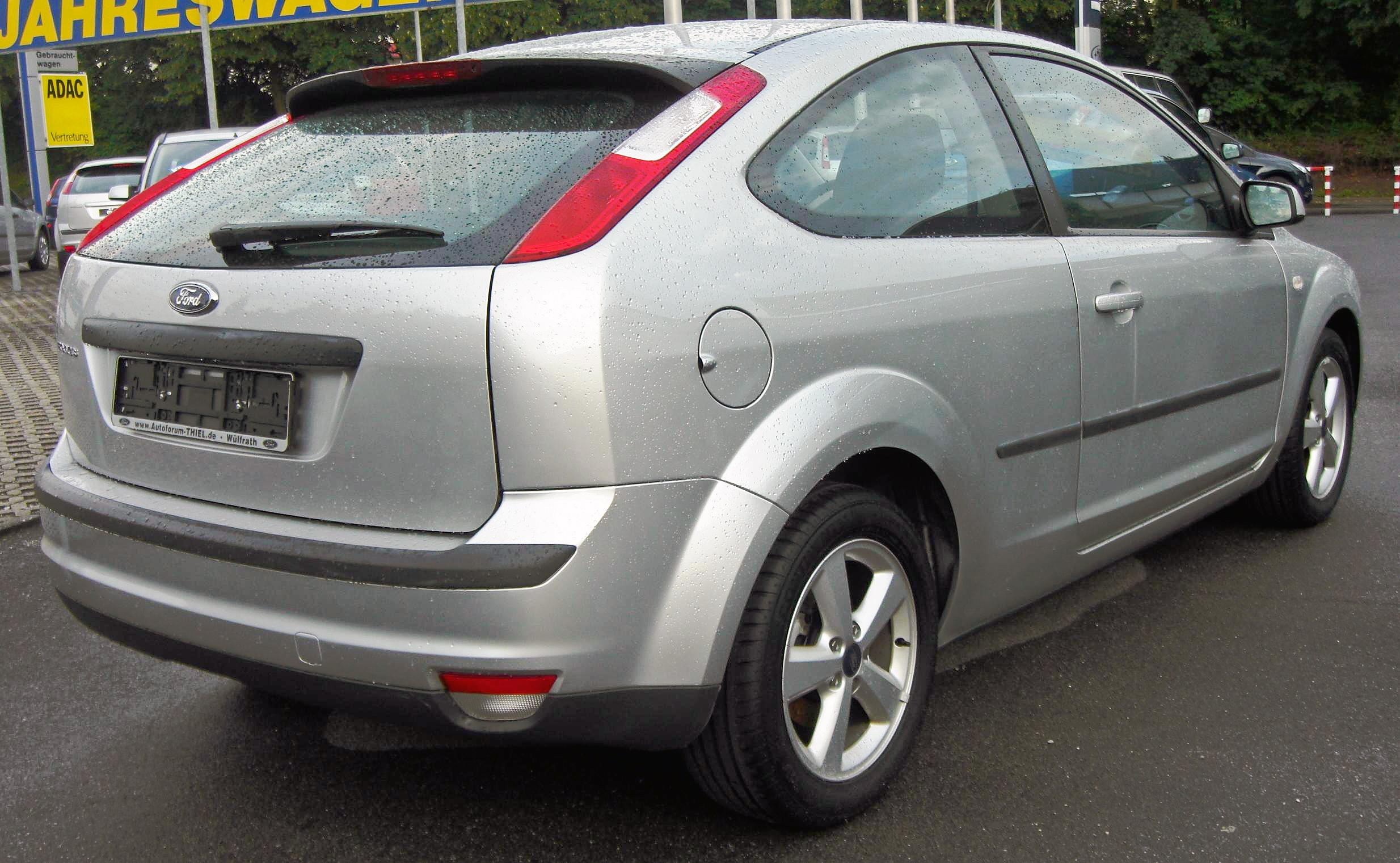
Ford Focus II 3-дв. хетчбек (2004–2008)
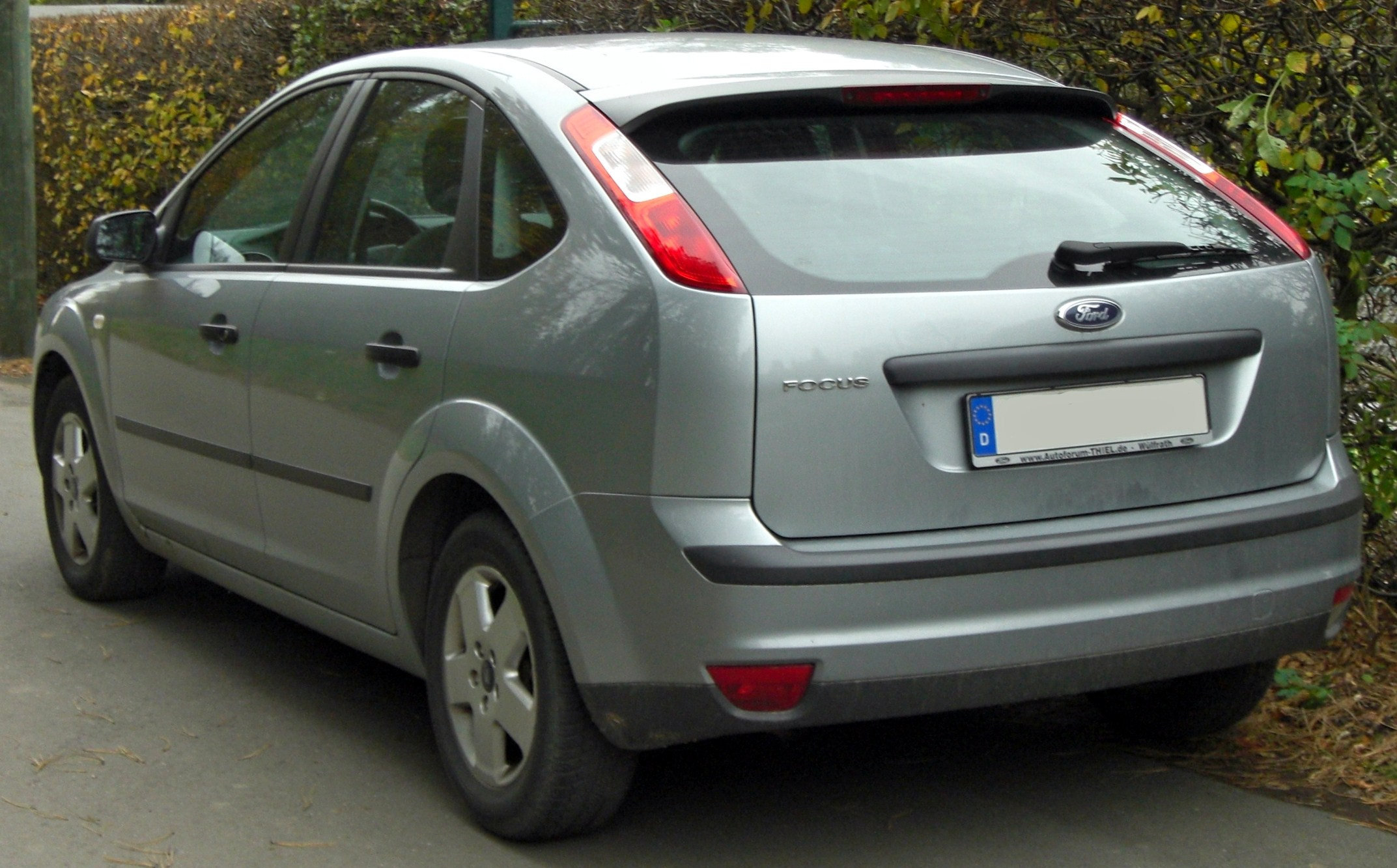
Ford Focus II 5-дв. хетчбек (2004–2008)
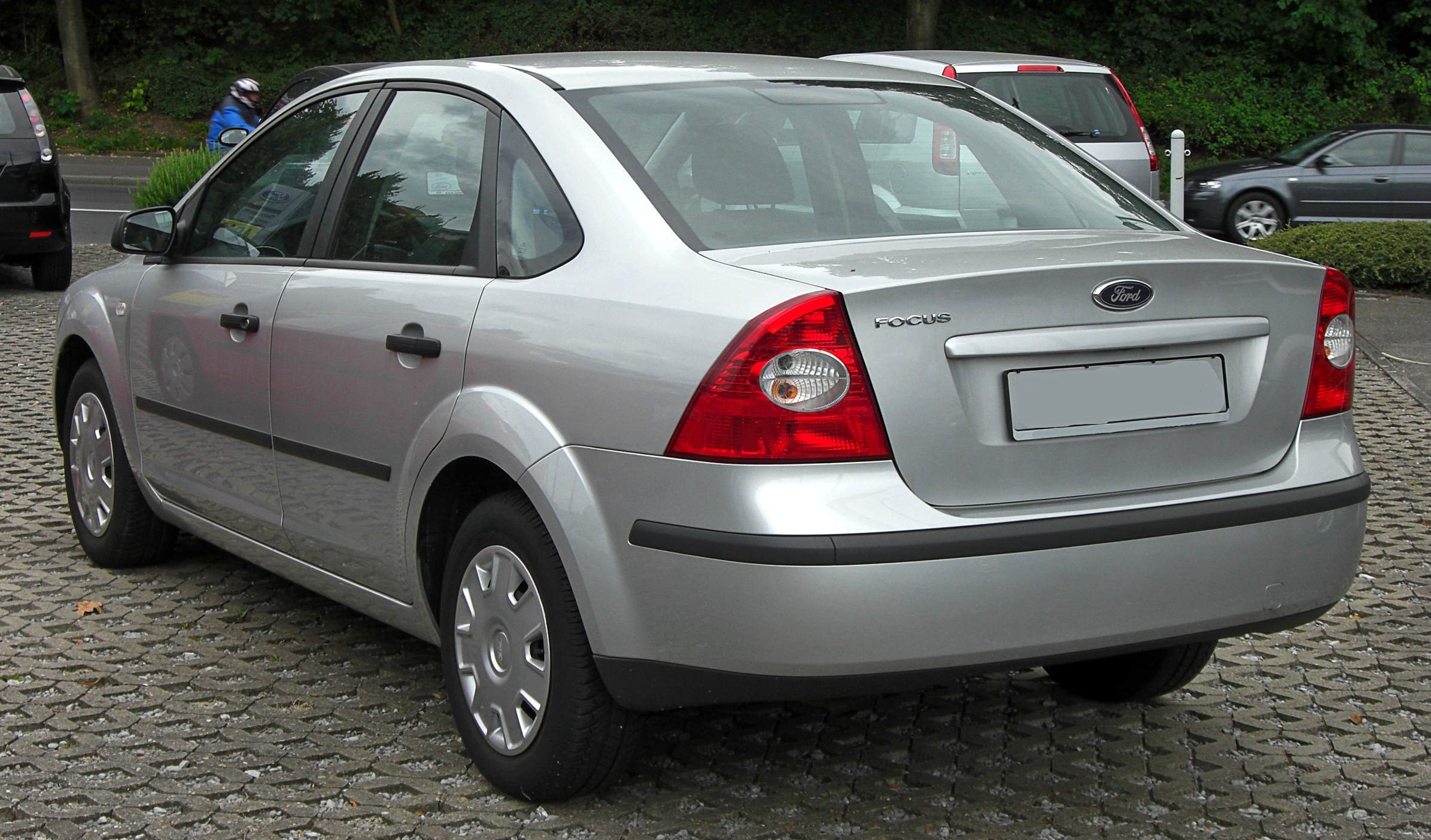
Ford Focus II седан (2005–2008)
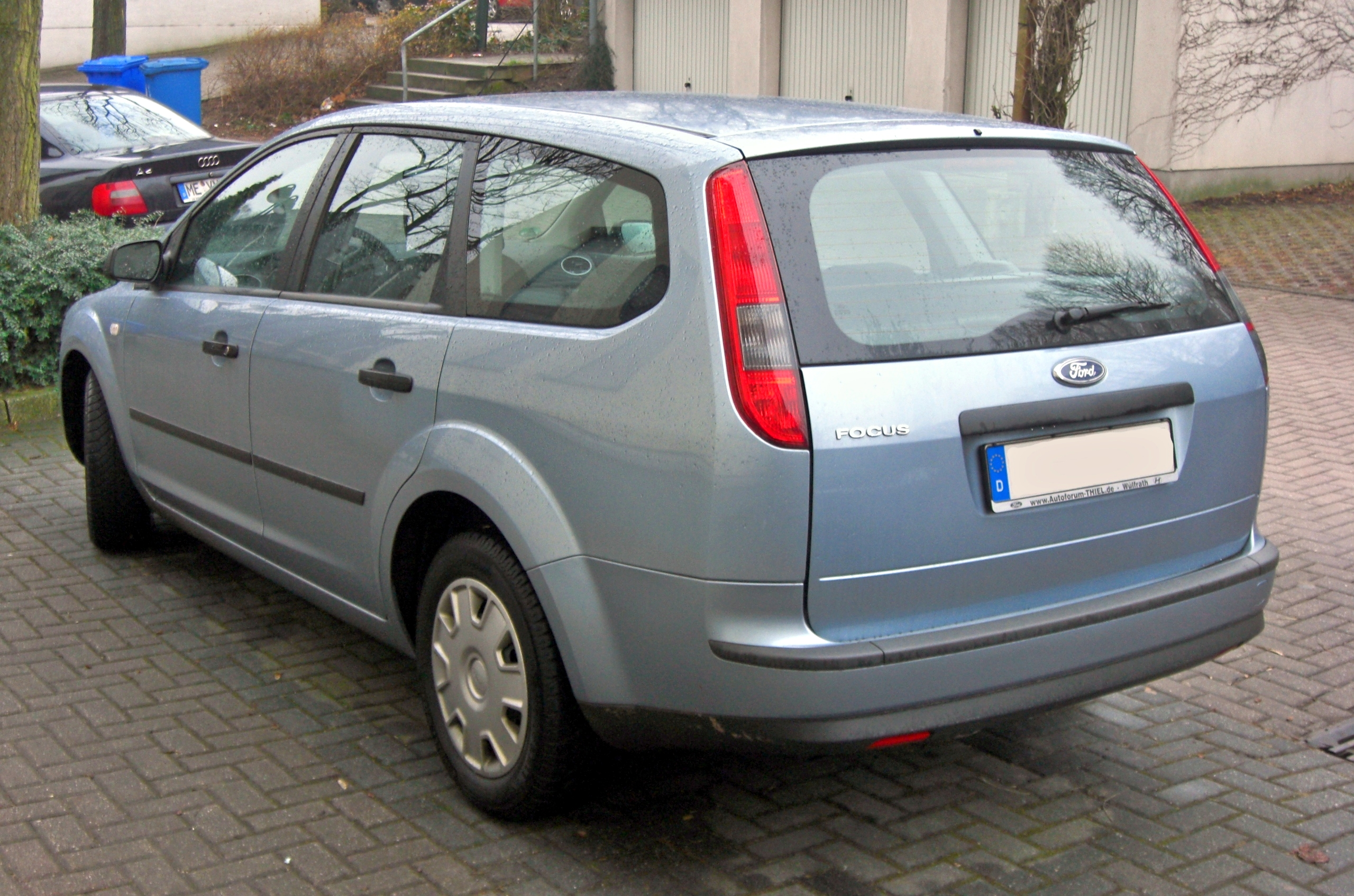
Ford Focus II Turnier (2005–2008)
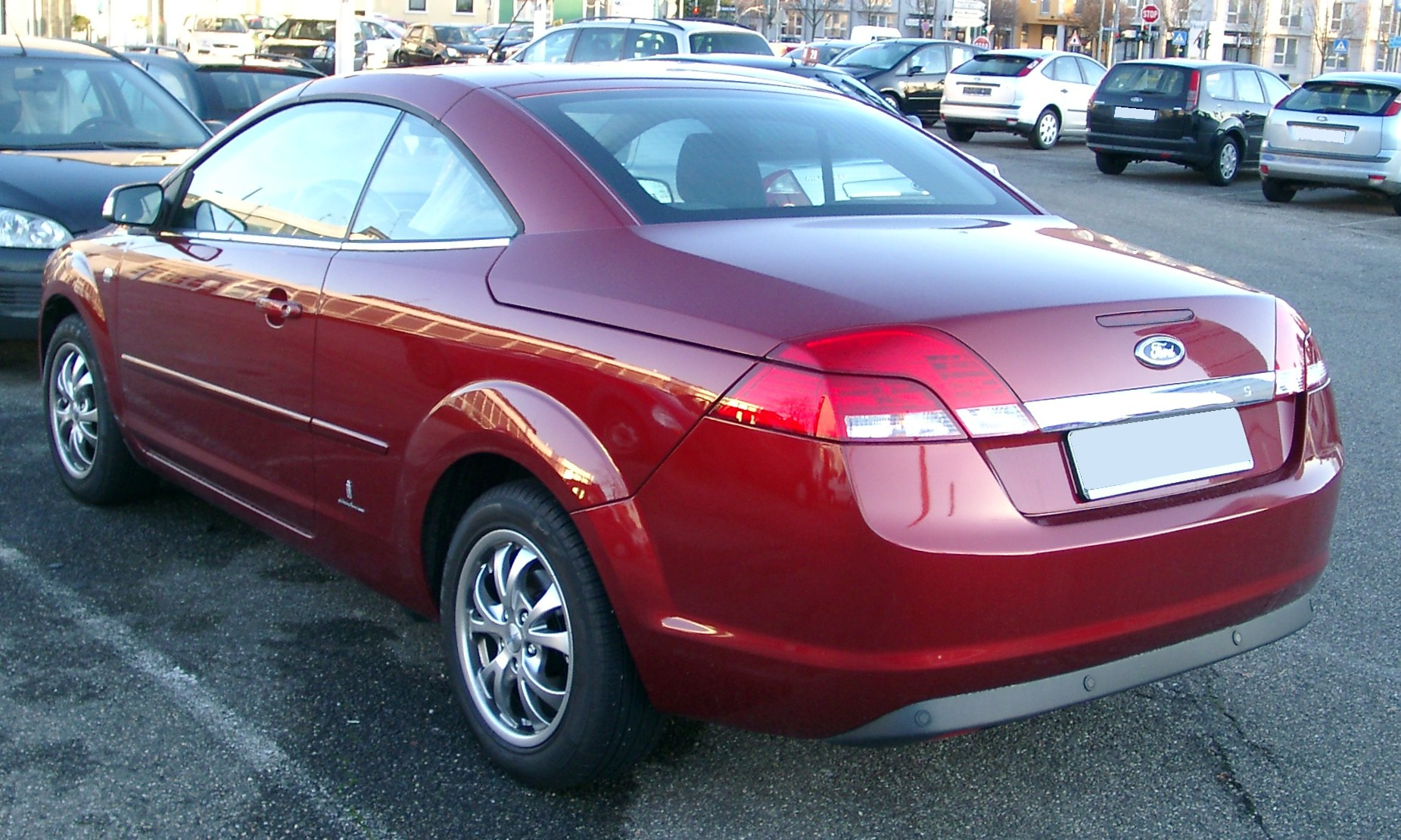
Ford Focus CC (2007–2008)
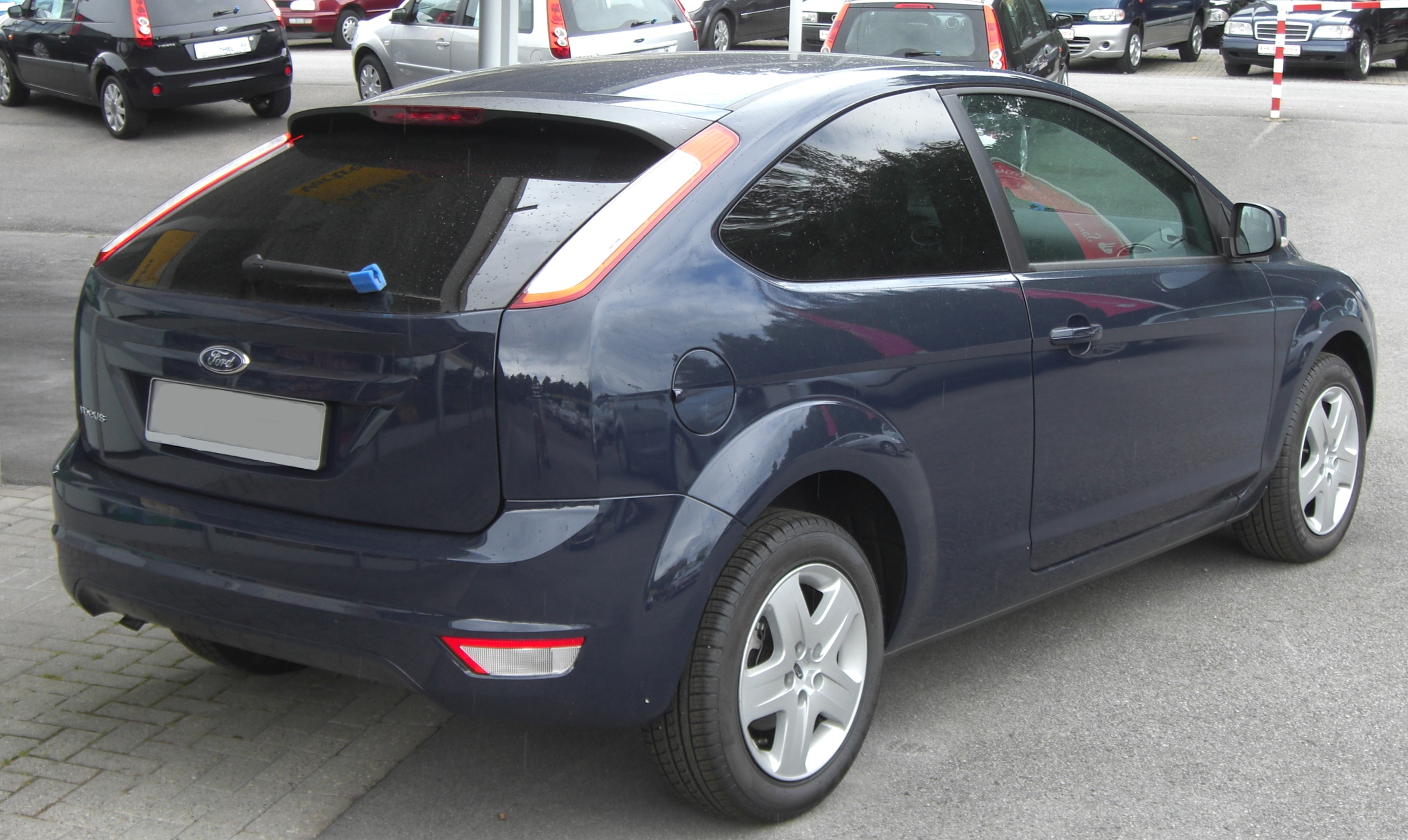
Ford Focus II 3-дв. хетчбек (2008–2010)
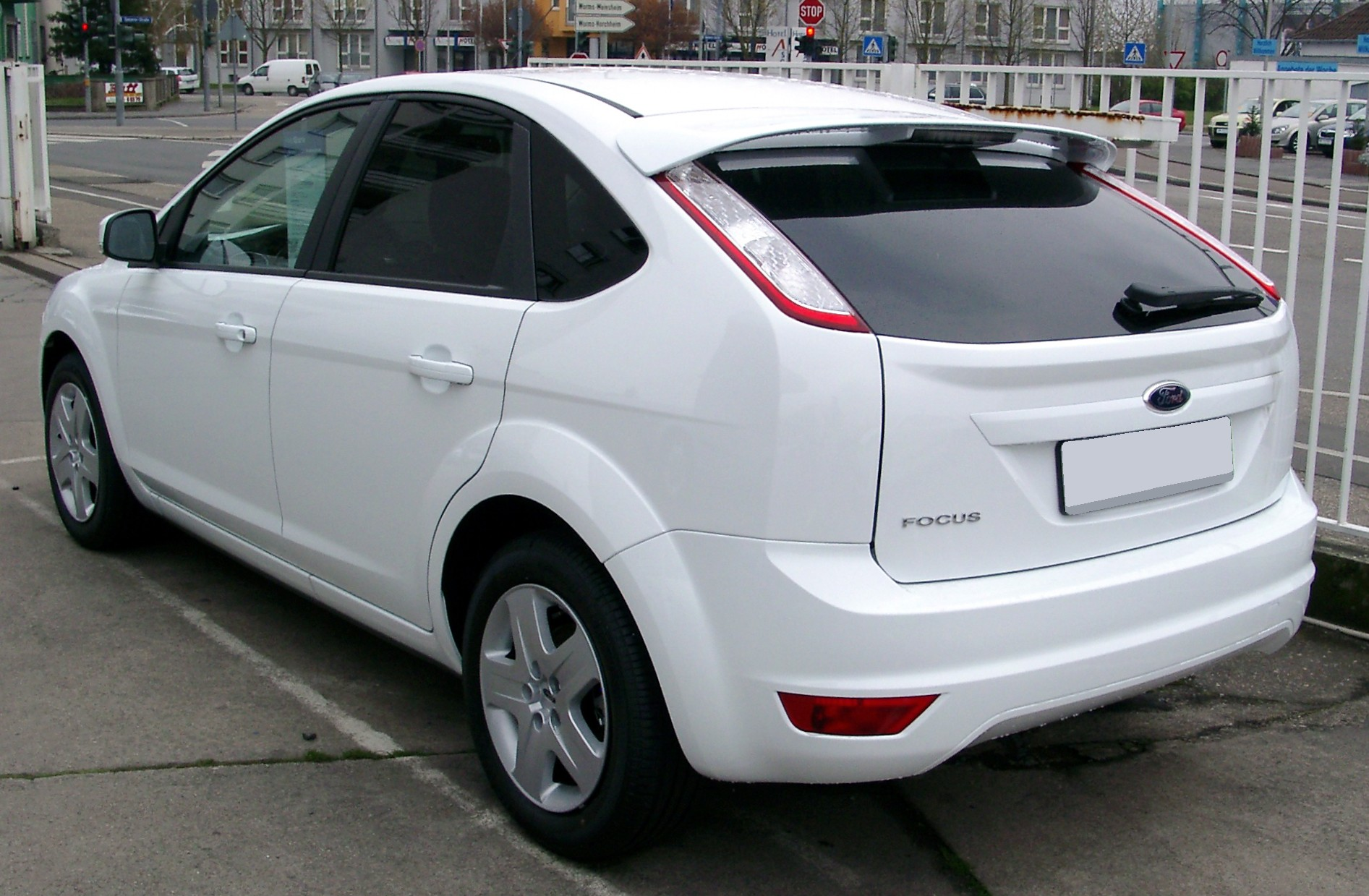
Ford Focus II 5-дв. хетчбек (2008–2010)
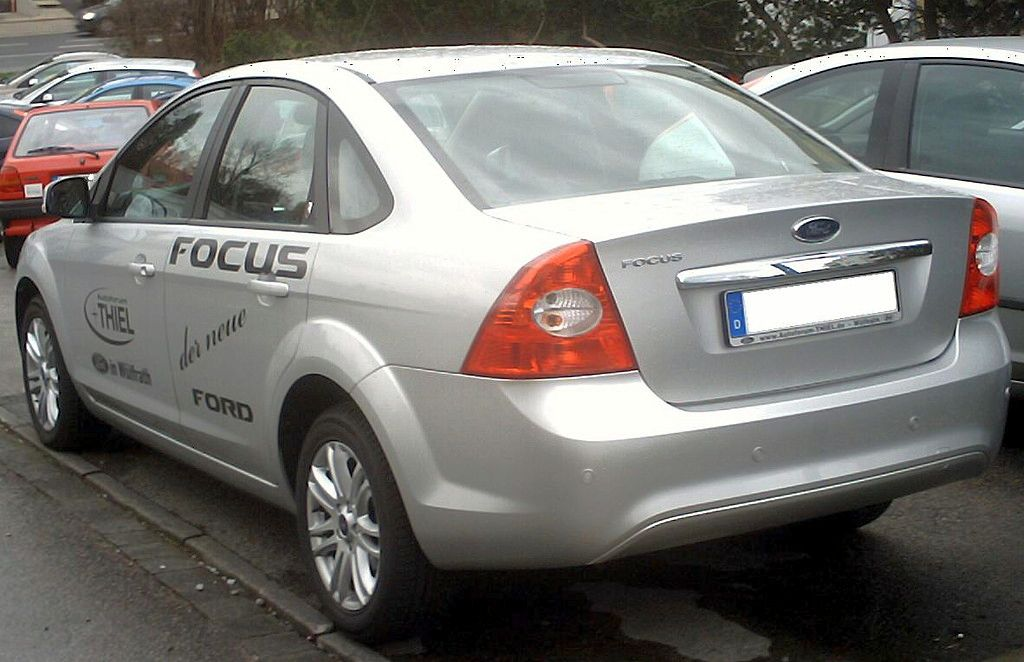
Ford Focus II седан (2008–2010)
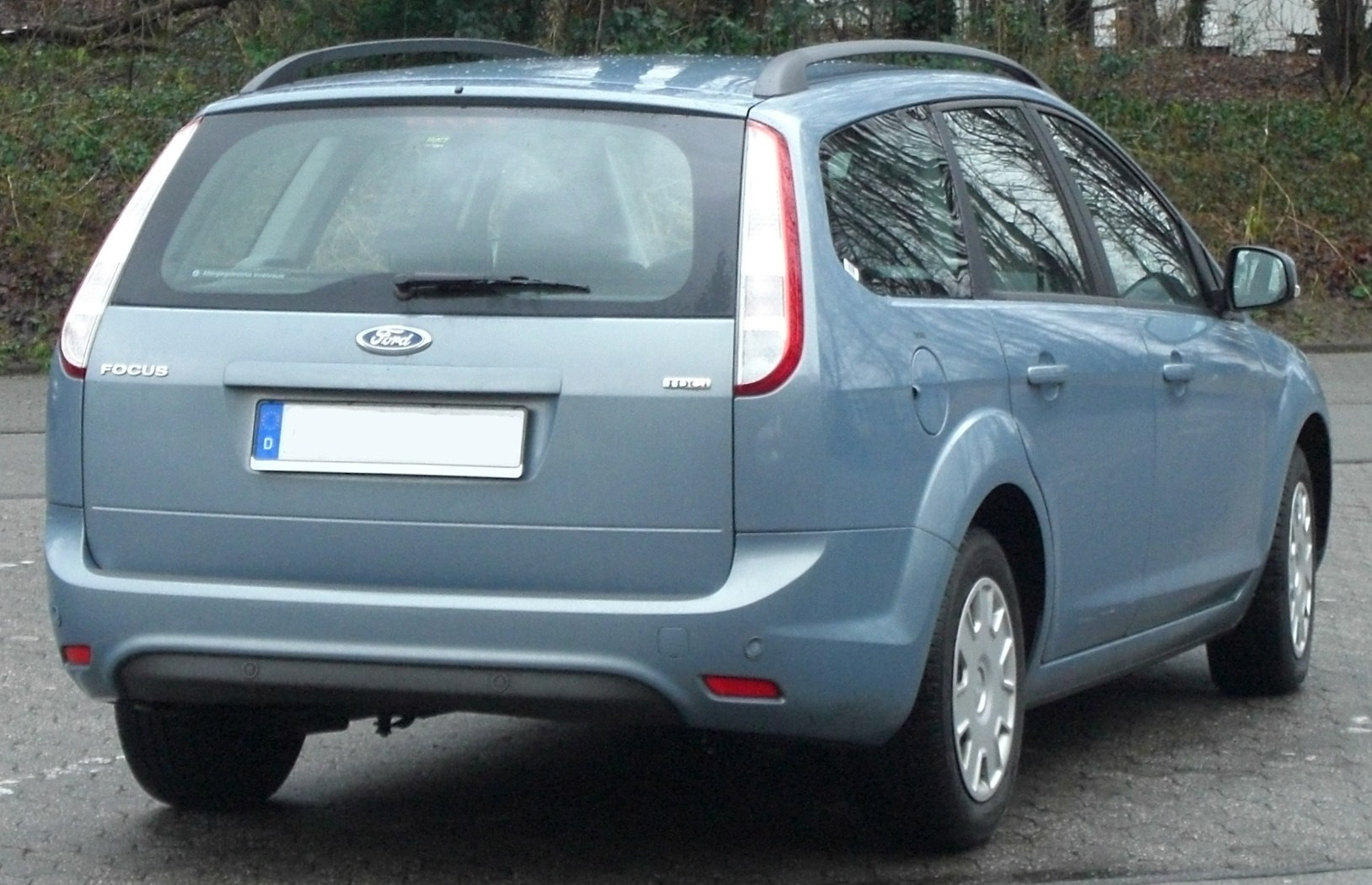
Ford Focus II Turnier (2008–2010)
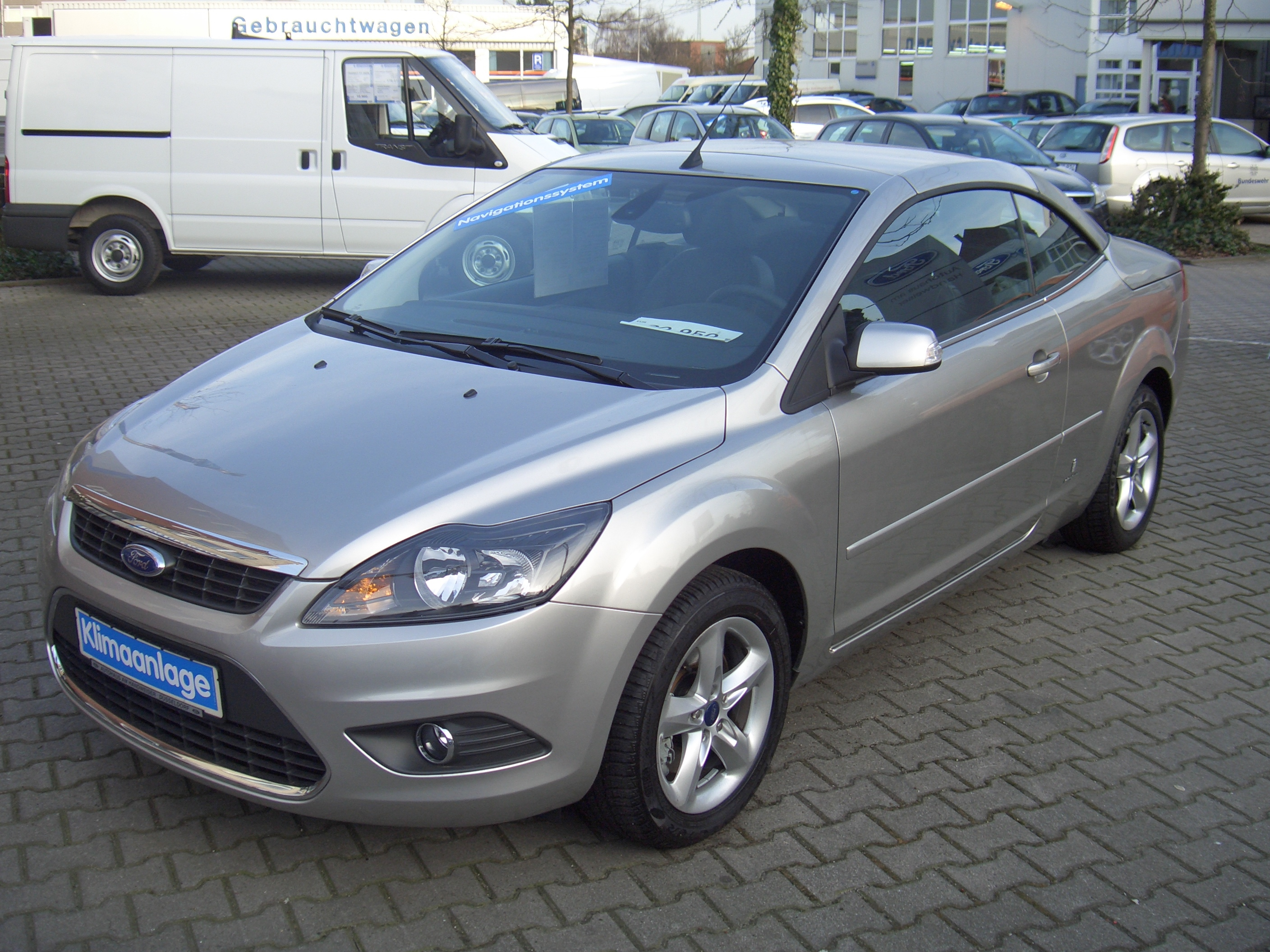
Ford Focus CC (2008–2010)

### Північна Америка

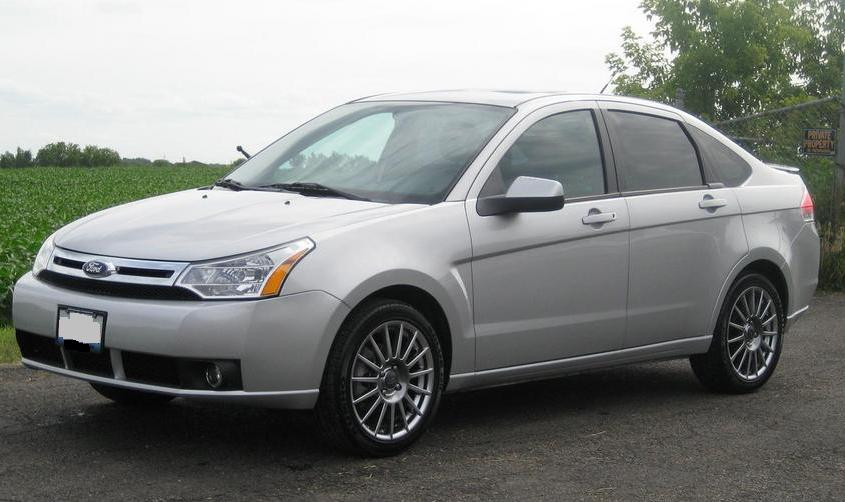
Ford Focus II (2007—2011)

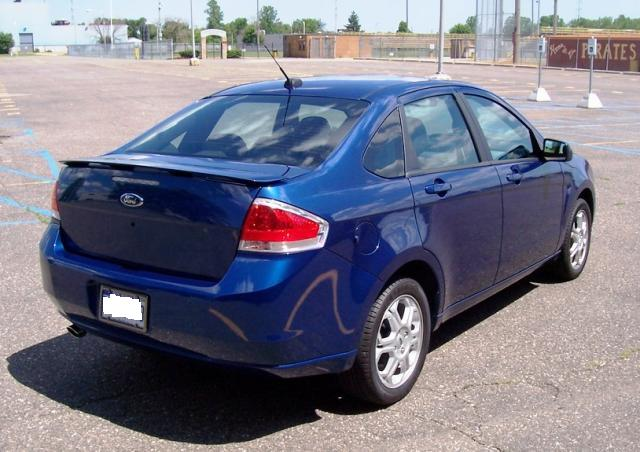
Ford Focus II (2007—2011)

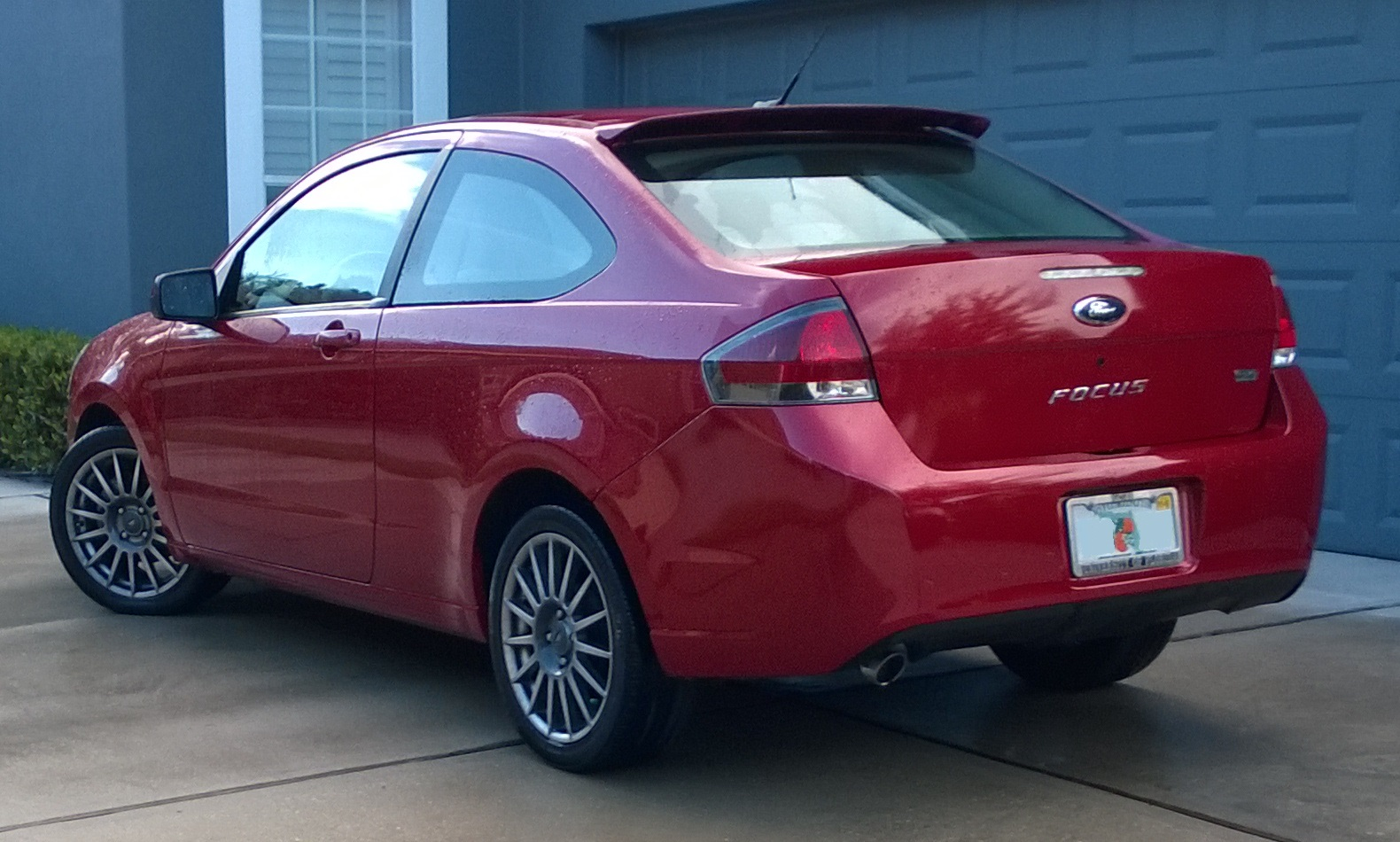
Ford Focus II Coupe (2007—2011)

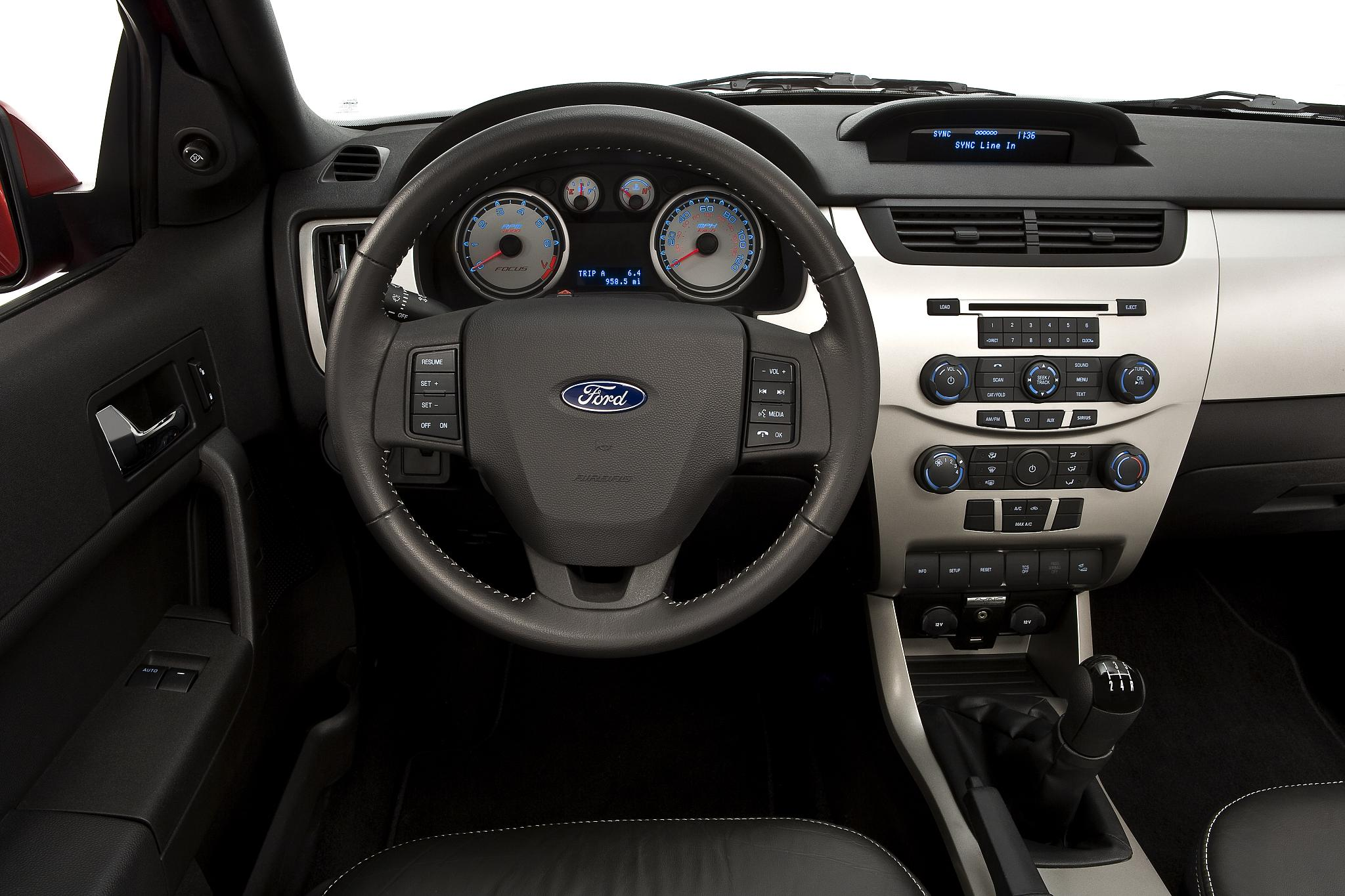
Ford Focus II (2007—2011)

Друге покоління автомобіля для ринку Північної Америки було представлено в 2007 році на Північноамериканському міжнародному автосалоні.
У той час, як у Європі та інших ринках Focus Mk II побудований на власній новій платформі (спорідненій Mazda3), північноамериканське друге покоління являє собою рестайлінг попереднього, виробництво якого в Європі було припинено в 2004 році, а в США продовжилося до кінця 2007 року.
Таким чином, спочатку колишній лише незначно модифікований варіант європейської моделі американський «Фокус» придбав повну самостійність, ознаменувавши відхід компанії «Форд» від концепції «всесвітнього автомобіля», продається з мінімальними змінами на ринках усього світу (інший спочатку «всесвітній автомобіль», Ford Mondeo, ще в 2001 році був виведений із північноамериканського ринку, будучи пізніше замінений аналогічним за розміром, але повністю незалежно розробленим з урахуванням специфіки ринків обох Америк і ніде більше не продається Ford Fusion).
Це пов'язано з кардинальної різницею в кон'юнктурі ринку автомобілів по різні боки Атлантики. Якщо в Європі «Фокус» вважається автомобілем середнього розміру і належить до вельми популярному ринкового сегменту «С» — на нього припадає чи не основна частина продажів компанії, то в Північній Америці він займає в модельному ряду куди скромніше місце компактного автомобіля «для економних». Вартість європейського «Фокуса» поточного покоління в окремих комплектаціях вище, ніж у продаваного в США набагато більшого середньорозмірного Ford Fusion. Американський же Focus для збереження конкурентоспроможності змушений бути куди більш бюджетною моделлю, при цьому істотно поступаючись за більшістю споживчих властивостей продаваному в іншому світі Focus Mk II, який виявився б занадто дорогим для свого розміру, якщо б він був представлений на ринку США
На відміну від європейського Focus, американський доступний із кузовами «чотиридверний седан» і «купе» (не тридверний хетчбек), а в цілому не популярні в Америці хетчбеки і зайво компактні для такого типу кузова за мірками місцевого ринку універсали в гамі моделей тепер відсутні. Усі автомобілі комплектувались 2,0-літровим Duratec потужністю 140 к. с. крутним моментом 185 Н·м.

## Ford Focus III (C346) (2011—2018)

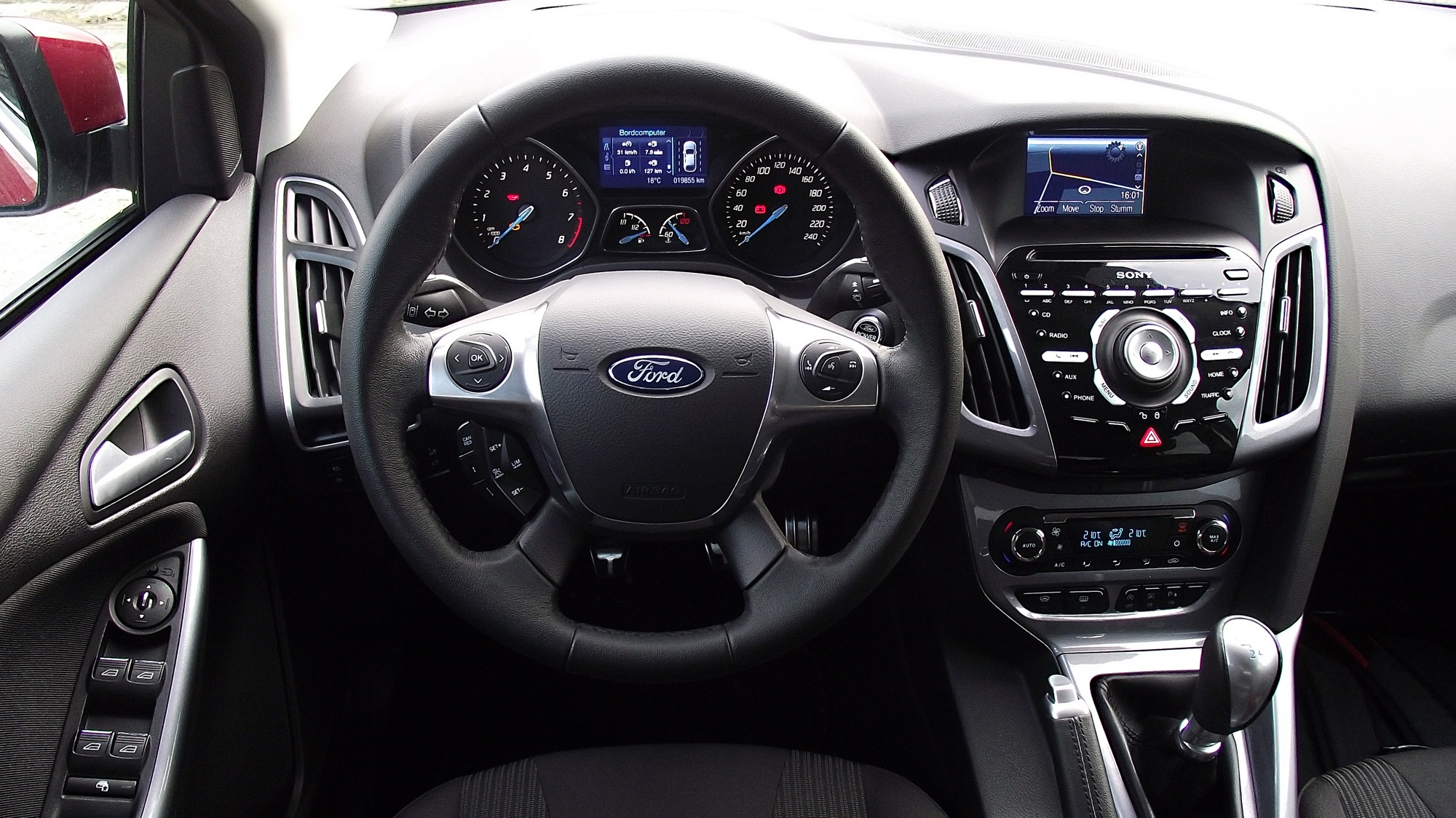
Салон

Автомобіль представлений на автошоу в Детройті 11 січня 2010 року. Третє покоління має стати «глобальним». Це означає, що модель буде однаковою на всіх ринках і прийде на зміну як європейському Ford Focus 2-го покоління, так і розміняти десятирічний ювілей північноамериканському. За основу взято зовнішність концепту Iosis Max, яка являє собою наступний виток «кінетичного» дизайну. Для автомобіля буде використана доопрацьована платформа другого покоління з вдосконаленими елементами багатоважільної задньої підвіски «Control Blade» і напівізольованими передніми і задніми підрамниками. Ця платформа прийде на зміну трьом різним платформам, які виробляються в різних регіонах. У модельній лінійці нового автомобіля не буде тридверного хетчбека і купе-кабріолета. Серед інших технічних нововведень — двигуни сімейства Ecoboost і шестиступінчаста преселективна коробка передач PowerShift фірми Getrag з двома «сухими» зчепленнями. Рульове керування буде оснащено електропідсилювачем. Повідомляється, що в європейських автомобілях системи ABS, EBD, IVD, ESP, TA, EBA, бічні подушки безпеки, а також «фіранки» безпеки для пасажирів першого і другого рядів будуть вже в «базовій» комплектації.

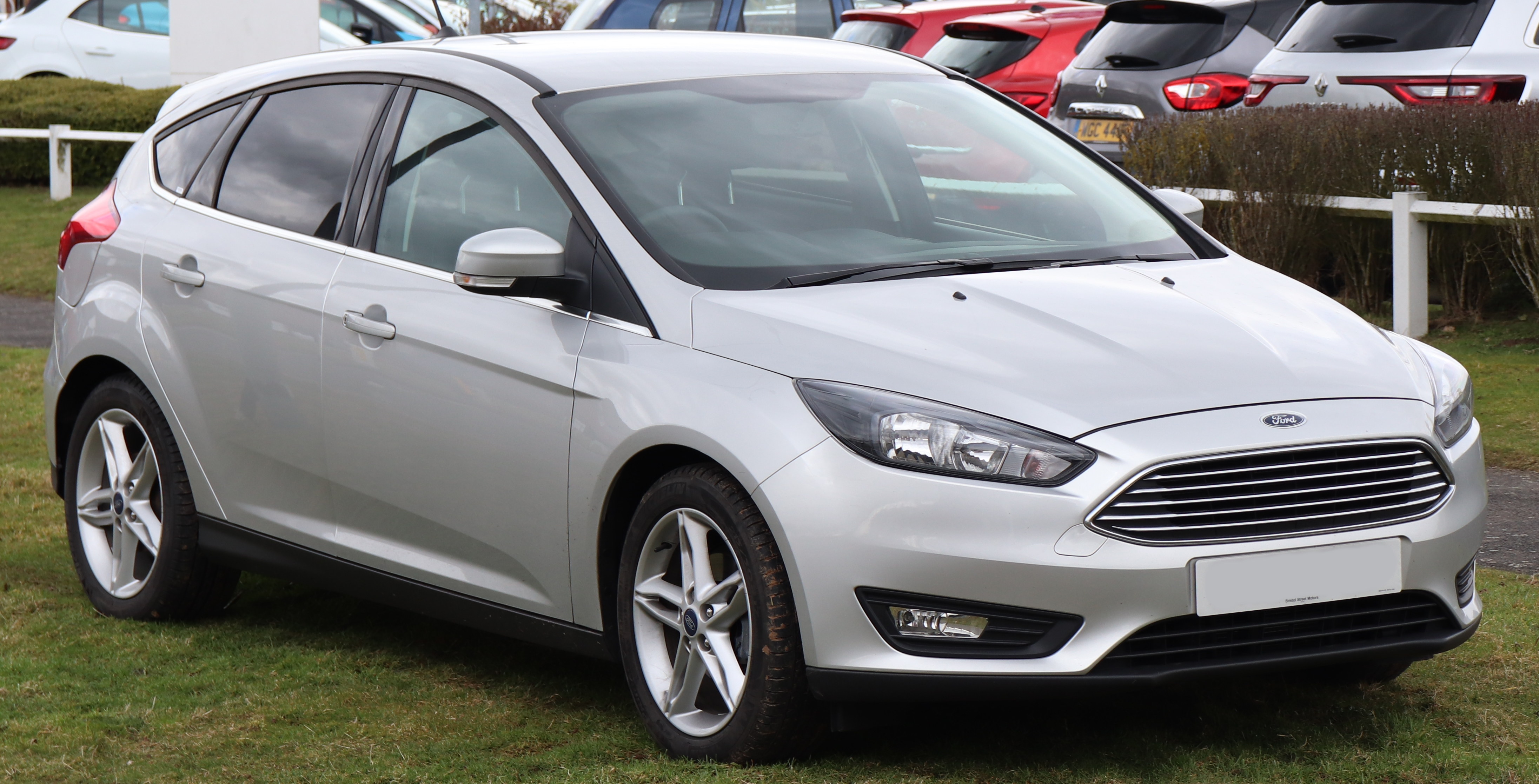
Ford Focus III 5-дв. хетчбек (2014—2018)

На Женевському автосалоні в березні 2014 року представлено оновлений Ford Focus. Серед важливих змін можна відмітити модернізовані інтер'єр і екстер'єр та 1,0-літровий трициліндровий двигун EcoBoost з 123 кінськими силами. Крім того новинками 2015 року стали: стандартна камера заднього виду, система дотримання смуги руху, моніторингу сліпих зон та попередження перехресного руху. Переміщення дверних замків на дверні панелі стало ще однією зміною 2015 року. У моделях 2016 року інформаційно-розважальна система Sync 3 замінить жорстко розкритиковану MyFord Touch. Простіша структура та великі кнопки сенсорного екрану роблять систему, наступного покоління Sync 3 більш зрозумілою ніж MyFord Touch.

### Focus Electric

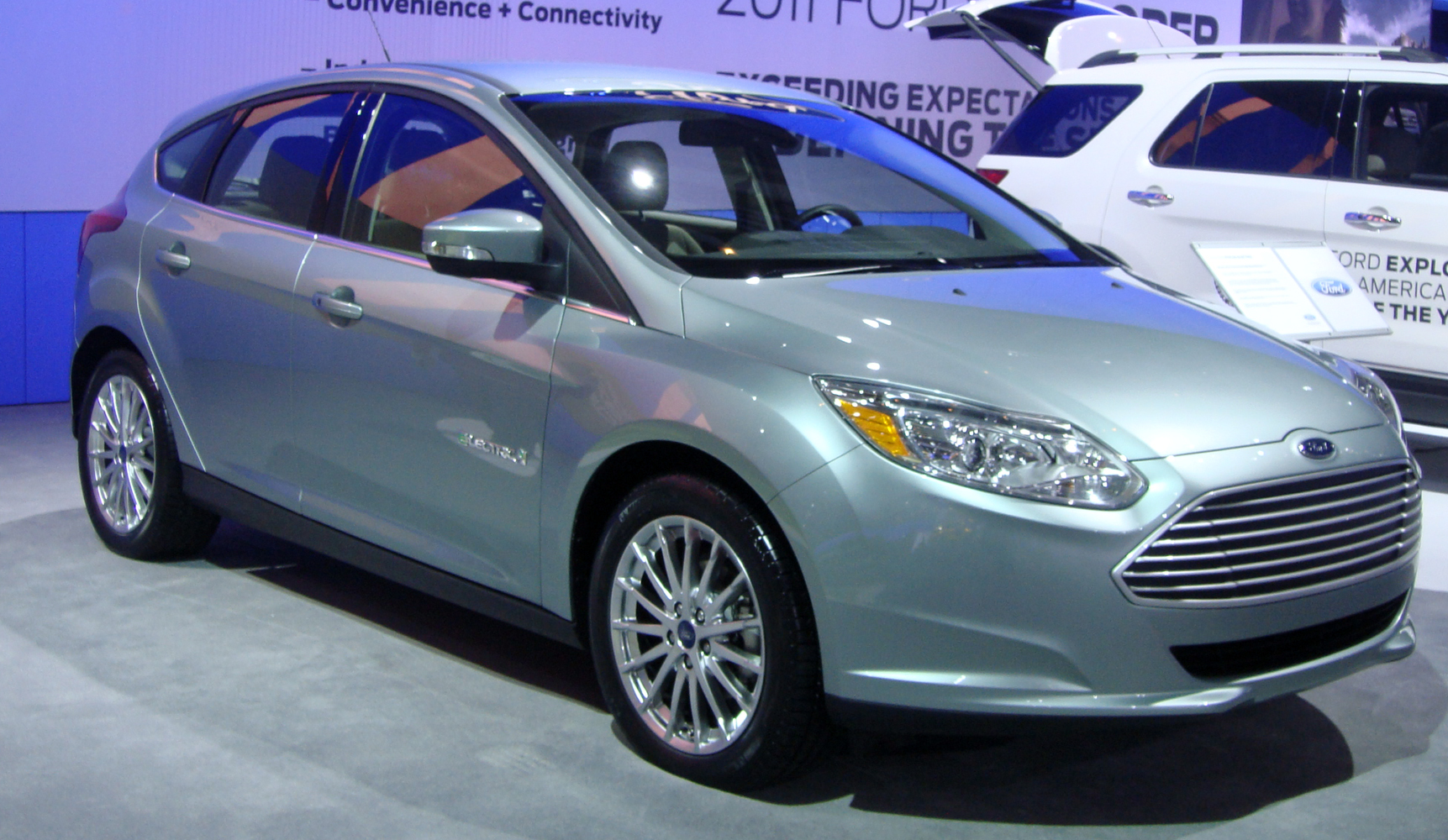
Ford Focus Electric

У січні 2009 року, на Північноамериканському автошоу, Ford виставив розроблений в альянсі з найбільшим постачальником автокомпонентів Magna International, в рамках стратегії електрифікації, повністю електричний автомобіль BEV (battery electric vehicle). Тестовий прототип був представлений у кузові американського Ford Focus в ролі носія агрегатів. Під капотом новий повністю електричний двигун, який встановлюється на нову глобальну платформу Ford сегменту C. Продажі заснованого на ній BEV почалися спочатку в Північній Америці, з можливим приходом у майбутньому на ринки Європи та Азії. Прототип приводився в дію електромотором і літій-іонною акумуляторною батареєю. Нічної зарядки вистачало на 80 миль. Планувалося, що до моменту появи автомобіля в роздрібному продажі, запас ходу збільшиться до 100 миль. Цей BEV був оснащений акумуляторною батареєю з сімома модулями з 14 літій-іонних осередків, що видають 23 кВт·год. енергії. Батареї розташовувалися в багажнику і під сидіннями. Прототип BEV міг заряджатися від стандартної 220-вольтової або 110-вольтової розетки.
Час зарядки 6 або 12 годин відповідно. У моторному відсіку знаходився встановлений на шасі 100-кіловатний електродвигун із постійним магнітом, який працює на трифазному змінному струмі, що надходять із батареї через інвертор. Усі інші компоненти розташовувалися як у звичайного автомобіля. У червні 2009 року стало відомо, що повністю електричний Ford Focus наступного покоління, буде випускатися на складальному підприємстві в Мічигані, починаючи з 2011 року, в цьому ж році відбудеться запуск продажу автомобіля в США і Канаді.
16 вересня 2009 року автомобіль був показаний у Франкфурті у вигляді прототипу вже з кузовом європейського Ford Focus 2-го покоління як носій агрегатів. Він мав запас ходу до 75 миль (120 км) і максимальну швидкість 85 миль на годину (137 км/год). Максимальний крутний момент 320 Н·м. Зарядка акумулятора займала від 6 до 8 годин від мережі 230 вольт. 22 лютого, в Кельні було заявлено, що запуск автомобіля в США пройде під назвою Focus Electric. 2 березня 2010 роки Ford повідомив, що запуск Focus Electric в Європі відбудеться в 2012 році. Постачальником літій-іонних батарей для автомобіля стала компанія Compact Power, Inc., що є філією групи LG Chem, та сама, яку раніше вибрала корпорація General Motors для свого Chevrolet Volt. Виробництво Ford Focus Electric стартувало 14 грудня 2011 року.

#### Продажі
| рік  | продажі |
| ---- | ------- |
| 2011 | 8       |
| 2012 | 685     |
| 2013 | 1,738   |
| 2014 | 1,964   |
| 2015 | 1,582   |
| 2016 | 872     |
| 2017 | 1,817   |
| 2018 | 560     |

### Виробництво та продажі
Серійне виробництво автомобілів нового покоління в Європі на заводі в Саарлуісі почалося 6 грудня 2010 року. Прийом замовлень у США почався 1 жовтня 2010 року, а запуск виробництва в Америці відбувся 31 січня 2011 року з поставкою дилерам навесні. Старт збирання в Росії відбувся 18 липня 2011 року. У Китаї і Таїланді новий автомобіль буде випускатися на нових заводах, завершити будівництво яких планується в 2012 році. Пізніше, планується запуск виробництва в Африці і Латинській Америці. Новий Focus продається в 122 країнах світу. Автомобіль у кузові «універсал» спочатку був доступний тільки в Європі.

### Двигуни
| Модель                                                                                   | Об'єм     | Циліндри/Клапани | Потужність                         | Крутний момент                                            | Витрати пального | КПП                            | Роки виробництва |
| Бензинові                                                                                | Бензинові | Бензинові        | Бензинові                          | Бензинові                                                 | Бензинові        | Бензинові                      | Бензинові        |
| ---------------------------------------------------------------------------------------- | --------- | ---------------- | ---------------------------------- | --------------------------------------------------------- | ---------------- | ------------------------------ | ---------------- |
| 1.0 EcoBoost                                                                             | 998 см³   | R3 (12V)         | 74 кВт (101 к. с.) при 6000 об/хв  | 170 Н·м при 1500—4000 об/хв                               | 4,8 л/100 км     | 5-ст. МКПП                     | з 03/2012        |
| 1.0 EcoBoost                                                                             | 998 см³   | R3 (12V)         | 92 кВт (125 к. с.) при 6000 об/хв  | 170 Н·м при 1500—4500 об/хв (200 Н·м при 1900—4500 об/хв) | 5,0 л/100 км     | 6-ст. МКПП                     | з 03/2012        |
| 1.6 Ti-VCT                                                                               | 1596 см³  | R4 (16V)         | 63 кВт (85 к. с.) при 6000 об/хв   | 141 Н·м при 2500 об/хв                                    | 5,9 л/100 км     | 5-ст. МКПП                     | з 08/2011        |
| 1.6 Ti-VCT                                                                               | 1596 см³  | R4 (16V)         | 77 кВт (105 к. с.) при 6000 об/хв  | 150 Н·м при 4000—4500 об/хв                               | 5,9—6,0 л/100 км | 5-ст. МКПП                     | з 03/2011        |
| 1.6 Ti-VCT                                                                               | 1596 см³  | R4 (16V)         | 92 кВт (125 к. с.) при 6300 об/хв  | 159 Н·м при 4000 об/хв                                    | 5,9—6,0 л/100 км | 5-ст. МКПП                     | з 03/2011        |
| 1.6 Ti-VCT                                                                               | 1596 см³  | R4 (16V)         | 92 кВт (125 к. с.) при 6300 об/хв  | 159 Н·м при 4000 об/хв                                    | 6,4 л/100 км     | PowerShift-АКПП                | з 09/2011        |
| 1.6 EcoBoost                                                                             | 1596 см³  | R4 (16V)         | 110 кВт (150 к. с.) при 5700 об/хв | 240 Н·м при 1600—4000 об/хв                               | 5,9 л/100 км     | 6-ст. МКПП                     | з 03/2011        |
| 1.6 EcoBoost                                                                             | 1596 см³  | R4 (16V)         | 134 кВт (182 к. с.) при 5700 об/хв | 240 Н·м при 1600—5000 об/хв (270 Н·м при 1900—4000 об/хв) | 5,9 л/100 км     | 6-ст. МКПП                     | з 03/2011        |
| 2.0 EcoBoost ST                                                                          | 1999 см³  | R4 (16V)         | 184 кВт (250 к. с.) при 5500 об/хв | 360 Н·м при 2000—4500 об/хв (380 Н·м при 1900—3500 об/хв) | 7,2 л/100 км     | 6-ст. МКПП                     | з 06/2012        |
| FFV (Flexible Fuel Vehicle) — біоетанол E85 і бензин вищої якості в будь-яких пропорціях |           |                  |                                    |                                                           |                  |                                |                  |
| 1.6 Ti-VCT                                                                               | 1596 см³  | R4 (16V)         | 88 кВт (120 к. с.) при 6300 об/хв  | 159 Н·м при 4000 об/хв                                    | 5,9—6,0 л/100 км | 5-ст. МКПП                     | з 03/2011        |
| 1.6 Ti-VCT                                                                               | 1596 см³  | R4 (16V)         | 88 кВт (120 к. с.) при 6300 об/хв  | 159 Н·м при 4000 об/хв                                    | 5,9—6,0 л/100 км | 6-ст. МКПП                     | з 09/2011        |
| LPG — природний газ                                                                      |           |                  |                                    |                                                           |                  |                                |                  |
| 1.6 Ti-VCT                                                                               | 1596 см³  | R4 (16V)         | 86 кВт (117 к. с.) при 6400 об/хв  | 140 Н·м при 4200 об/хв                                    | 8,0 л/100 км     | 5-ст. МКПП                     | з 03/2011        |
| Дизельні                                                                                 |           |                  |                                    |                                                           |                  |                                |                  |
| 1.6 TDCi                                                                                 | 1560 см³  | R4 (8V)          | 70 кВт (95 к. с.) при 3600 об/хв   | 230 Н·м при 1500—2000 об/хв                               | 4,2—4,5 л/100 км | 6-ст. МКПП                     | з 03/2011        |
| 1.6 TDCi ECOnetic 99g                                                                    | 1560 см³  | R4 (8V)          | 77 кВт (105 к. с.) при 3600 об/хв  | 270 Н·м при 1750—2000 об/хв                               | 3,7 л/100 км     | 6-ст. МКПП                     | з 04/2012        |
| 1.6 TDCi ECOnetic 88g                                                                    | 1560 см³  | R4 (8V)          | 77 кВт (105 к. с.) при 3600 об/хв  | 270 Н·м при 1750—2000 об/хв                               | 3,4 л/100 км     | 6-ст. МКПП                     | з 04/2012        |
| 1.6 TDCi                                                                                 | 1560 см³  | R4 (8V)          | 85 кВт (115 к. с.) при 3600 об/хв  | 270 Н·м при 1750—2500 об/хв                               | 4,2—4,5 л/100 км | 6-ст. МКПП                     | з 03/2011        |
| 2.0 TDCi                                                                                 | 1997 см³  | R4 (16V)         | 85 кВт (115 к. с.) при 3750 об/хв  | 300 Н·м при 1500—2250 об/хв                               | 5,2 л/100 км     | PowerShift-АКПП                | з 03/2011        |
| 2.0 TDCi                                                                                 | 1997 см³  | R4 (16V)         | 103 кВт (140 к. с.) при 3750 об/хв | 320 Н·м при 1750—2750 об/хв                               | 4,9—5,2 л/100 км | 6-ст. МКПП або PowerShift-АКПП | з 03/2011        |
| 2.0 TDCi                                                                                 | 1997 см³  | R4 (16V)         | 120 кВт (163 к. с.) при 3750 об/хв | 340 Н·м при 2000—3250 об/хв                               | 4,9—5,2 л/100 км | 6-ст. МКПП або PowerShift-АКПП | з 03/2011        |
| Електродвигун                                                                            |           |                  |                                    |                                                           |                  |                                |                  |
| Electric                                                                                 | —         | —                | 107 кВт (145 к. с.)                | 250 Н·м                                                   | —                | 1-ст. АКПП                     | з 06/2013        |

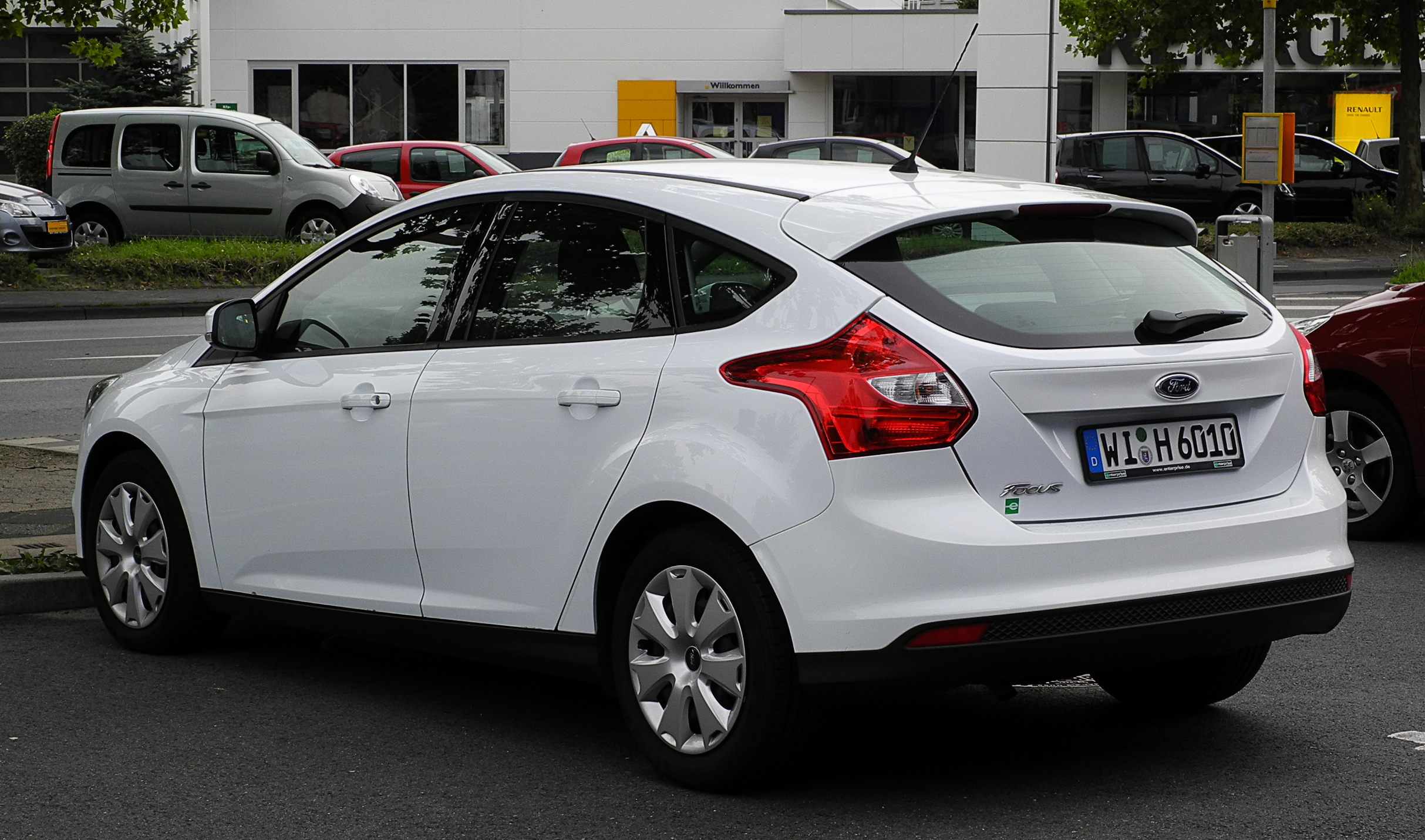
Ford Focus III 5-дв. хетчбек
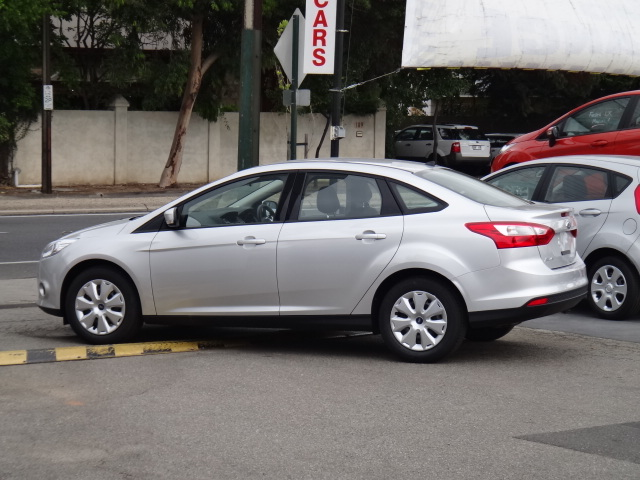
Ford Focus III седан
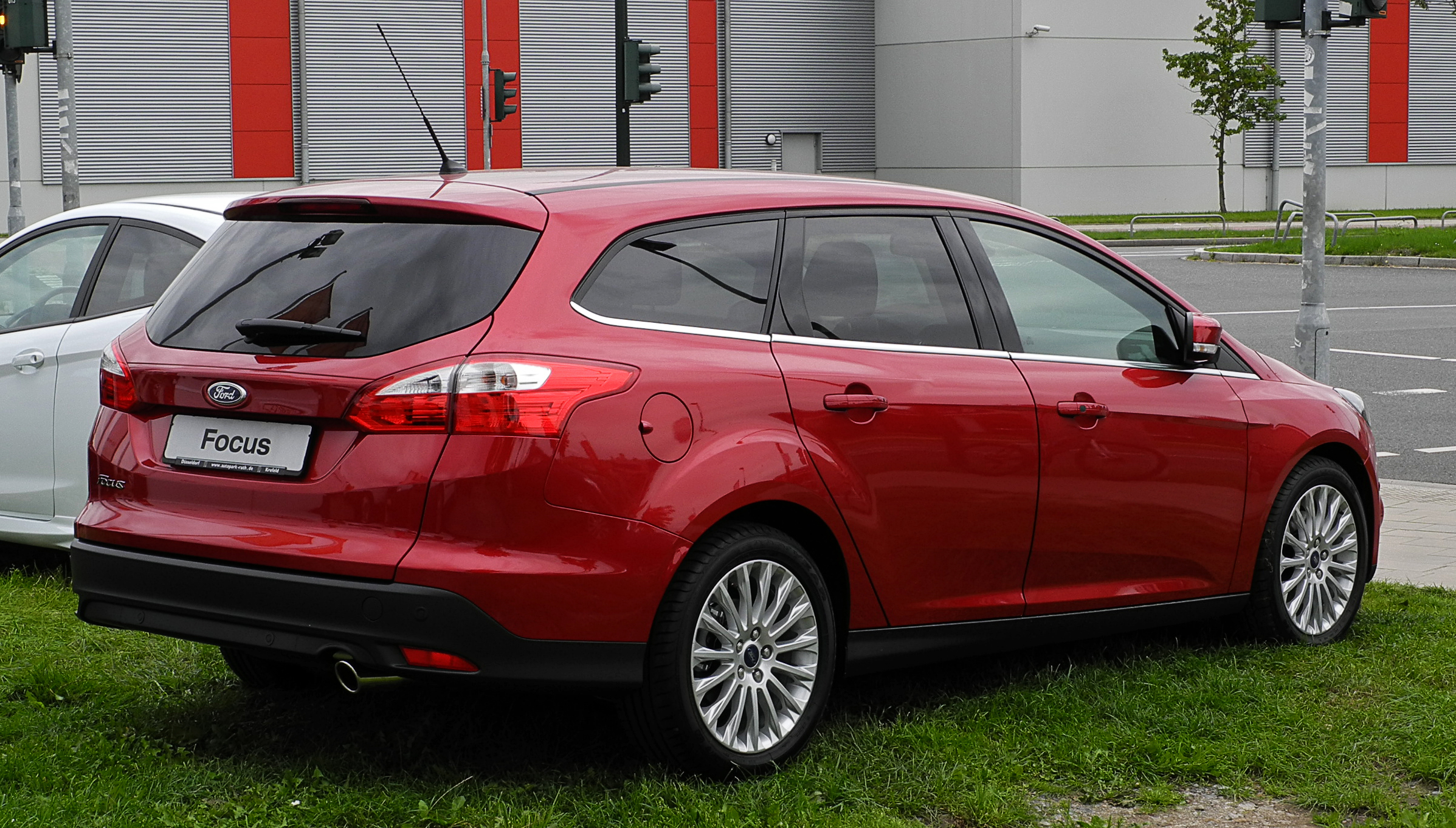
Ford Focus III Turnier
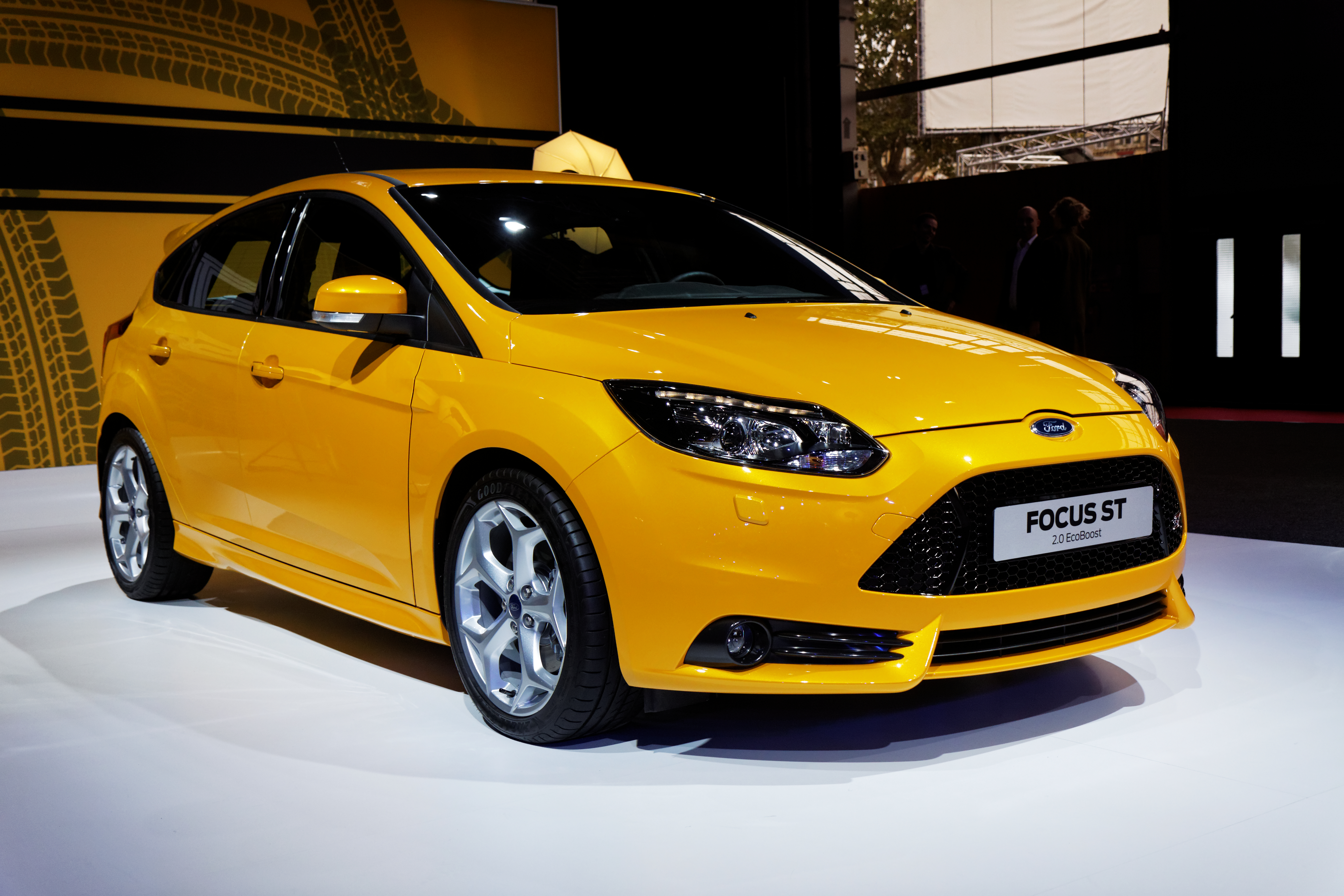
Ford Focus III ST
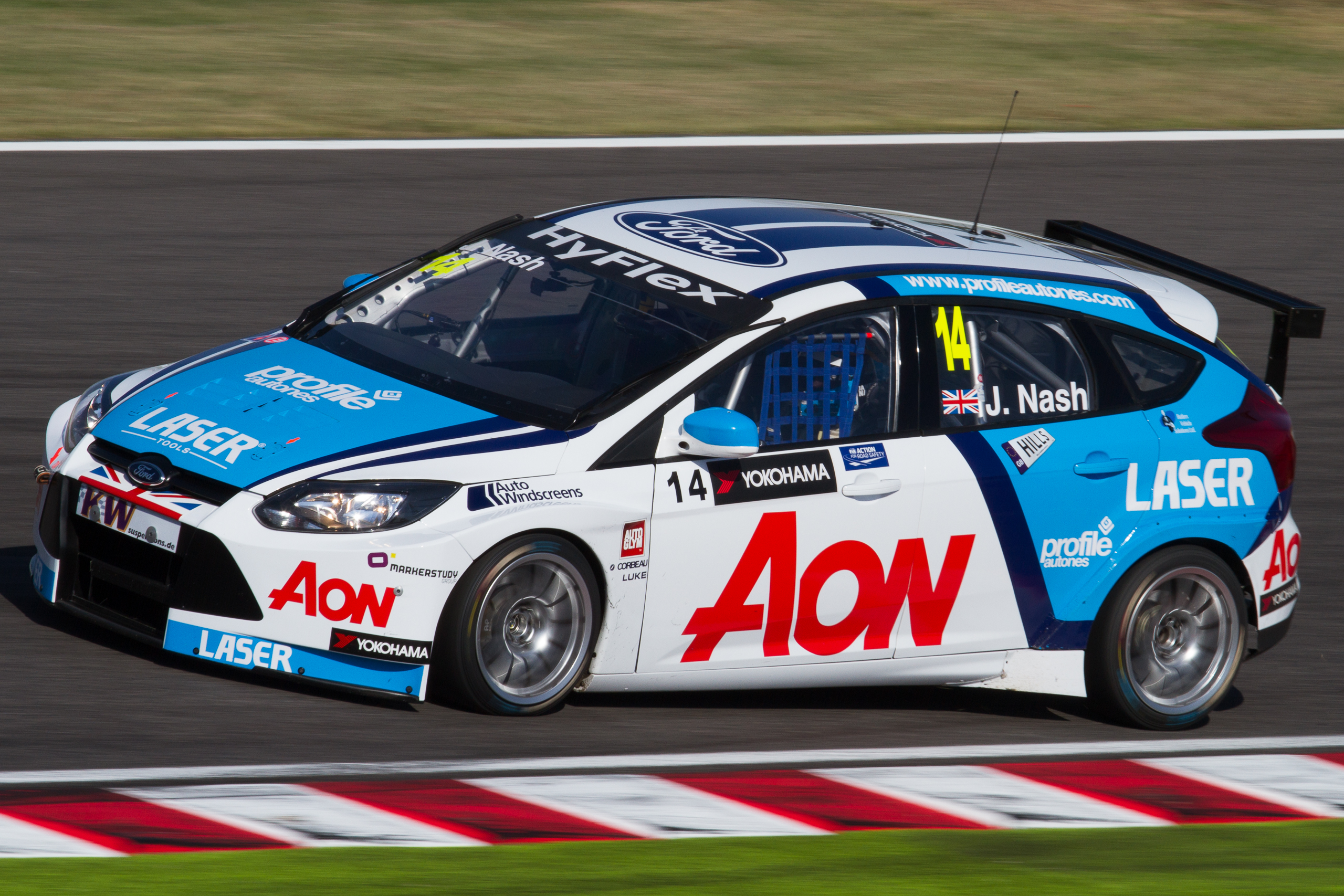
Ford Focus S2000 TC

## Ford Focus IV (2018-2025)

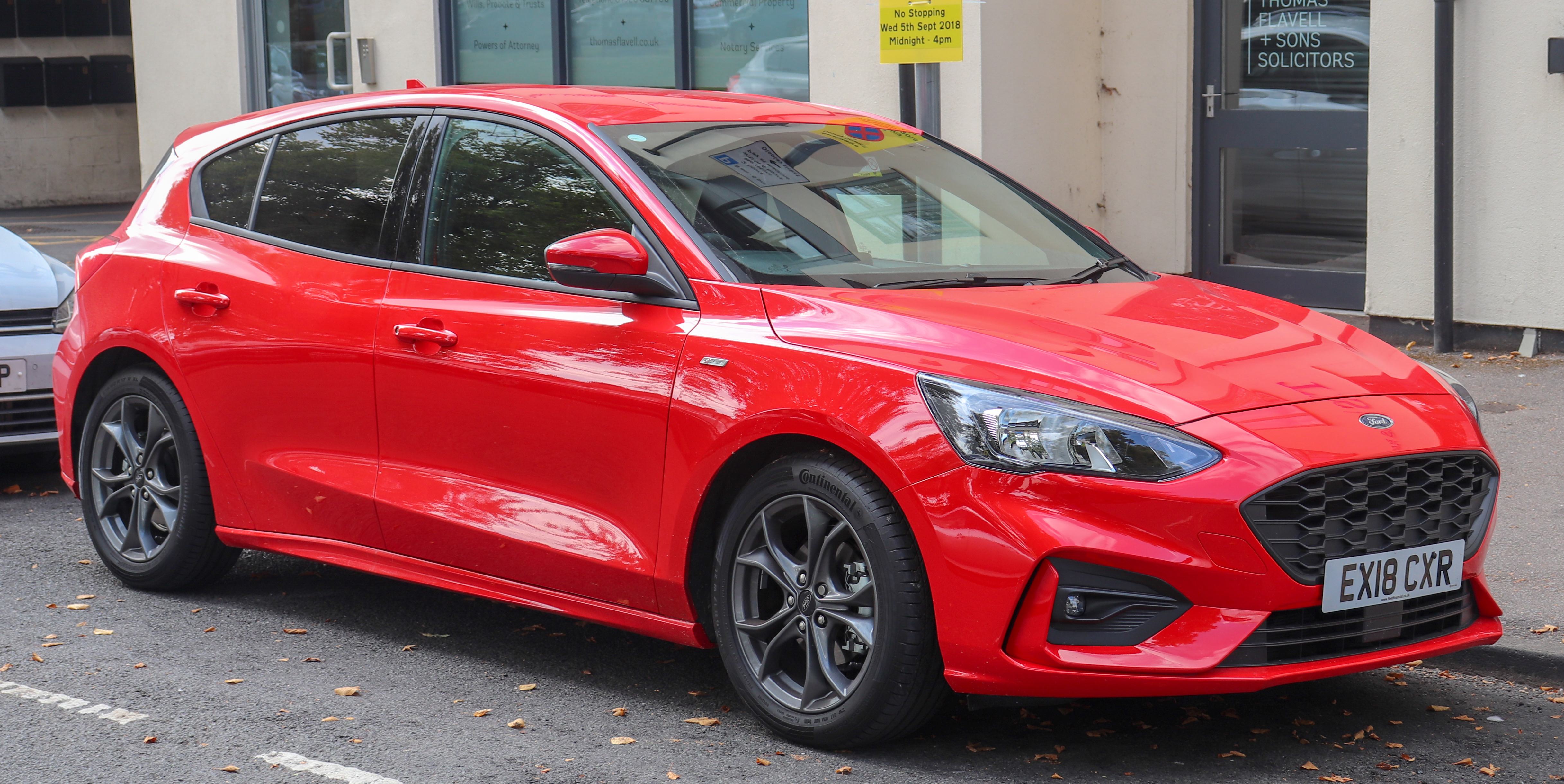
Ford Focus IV ST-Line (2018—2022)

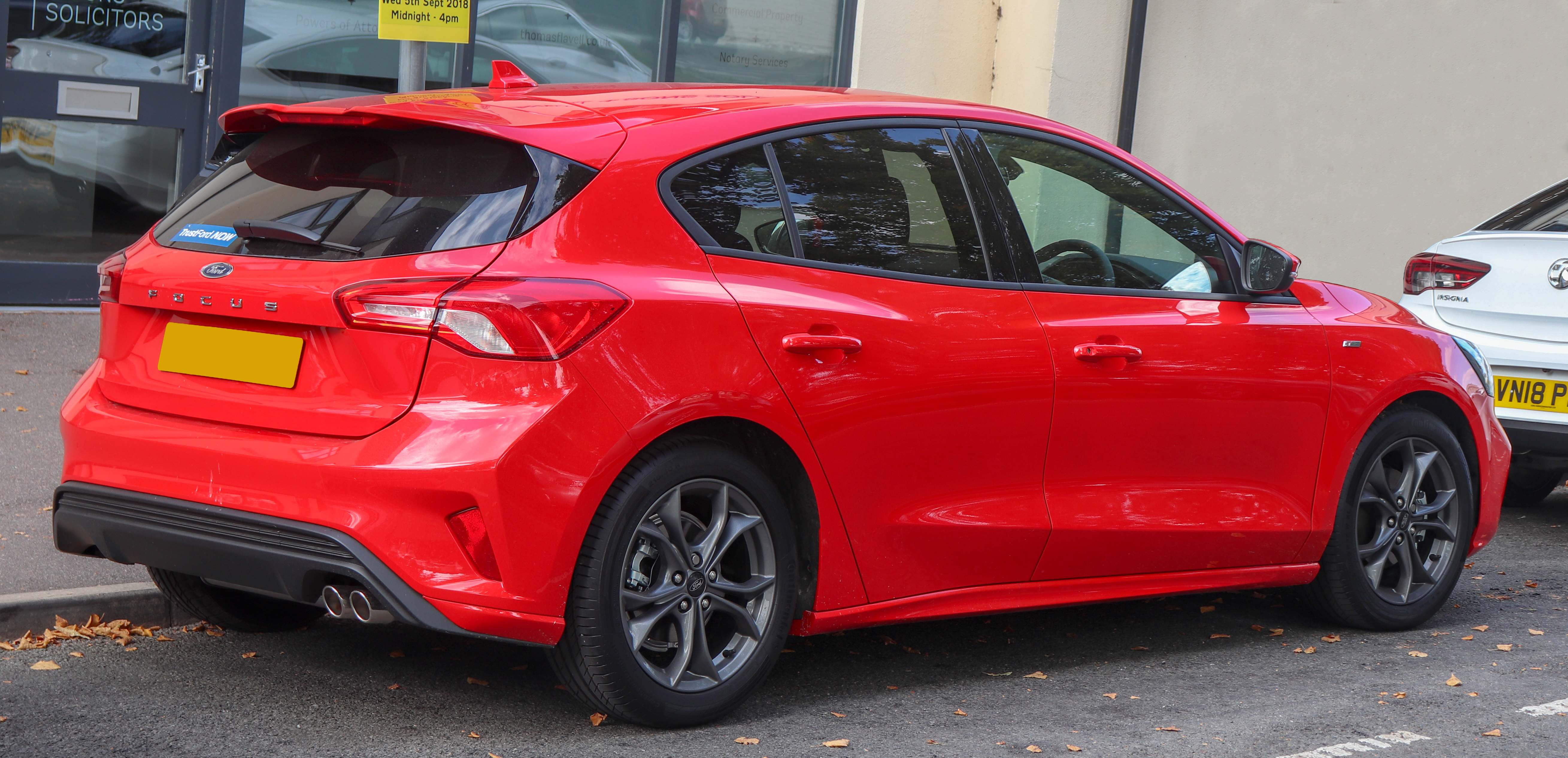
Ford Focus IV (з 2018)

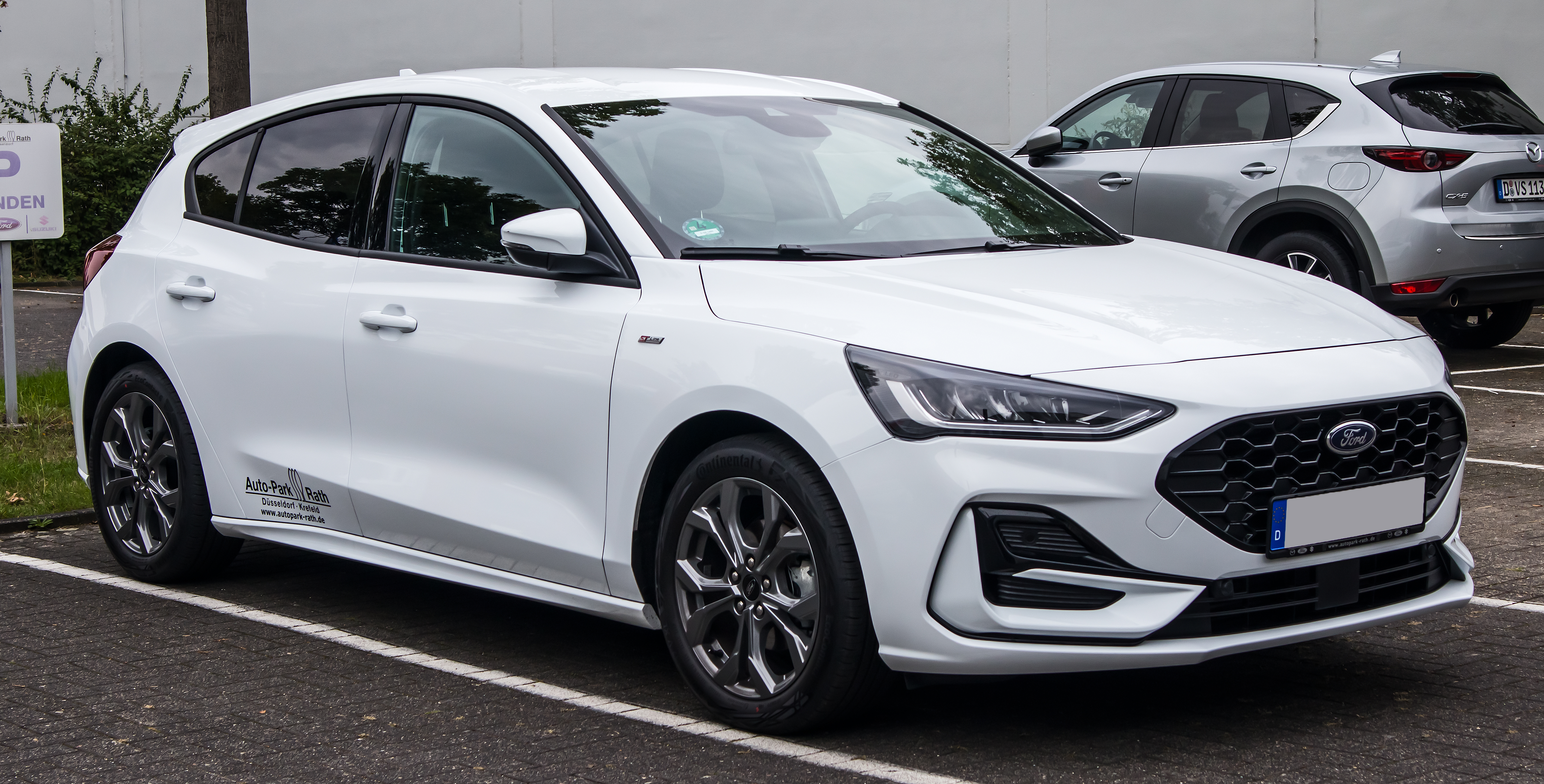
Ford Focus IV (з 2022)

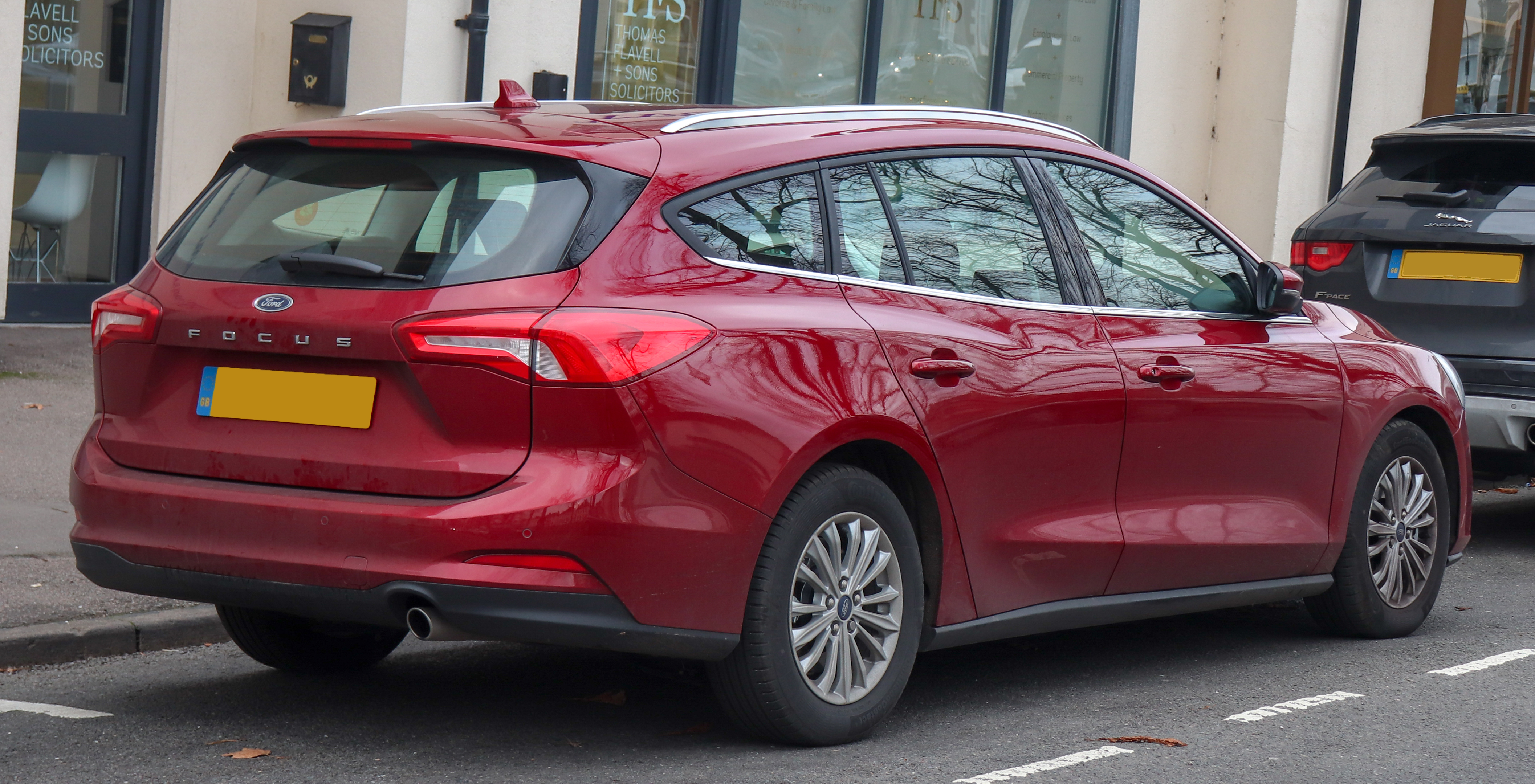
Ford Focus IV Estate (з 2018)

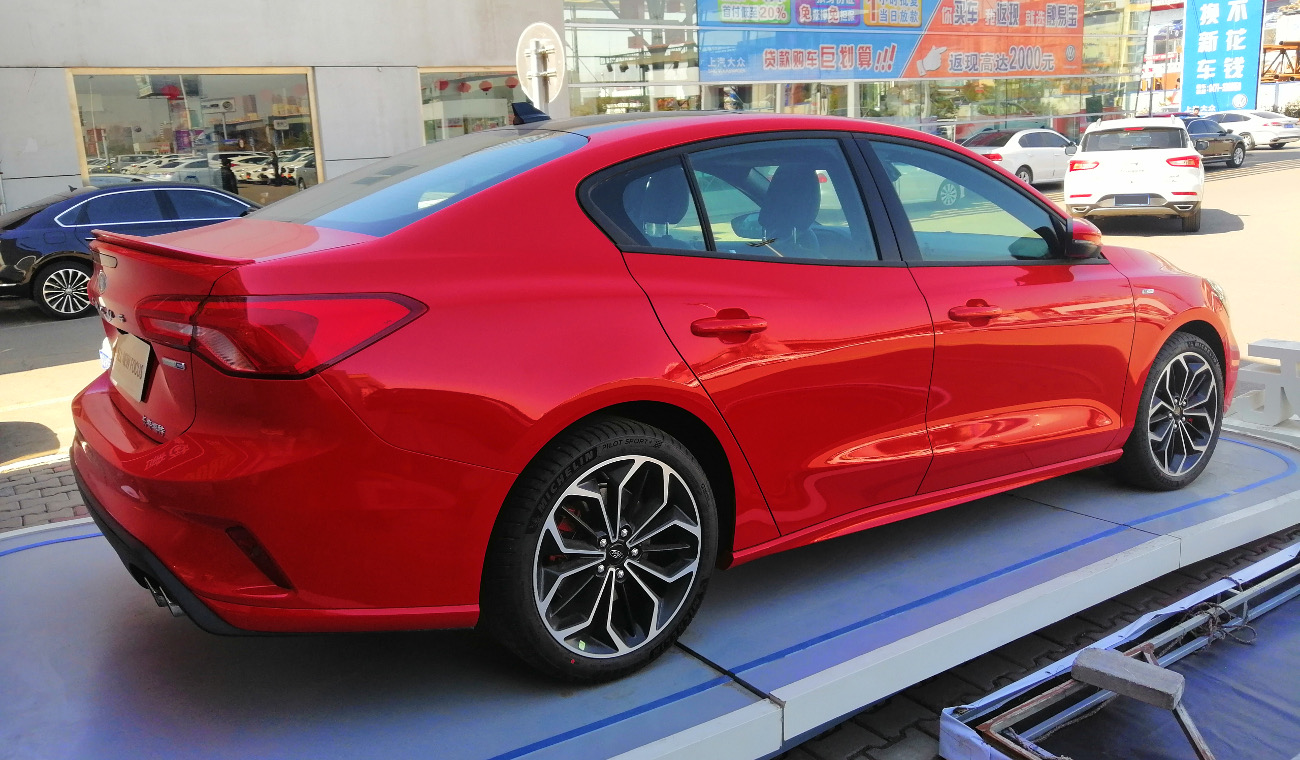
Ford Focus IV седан (з 2018)

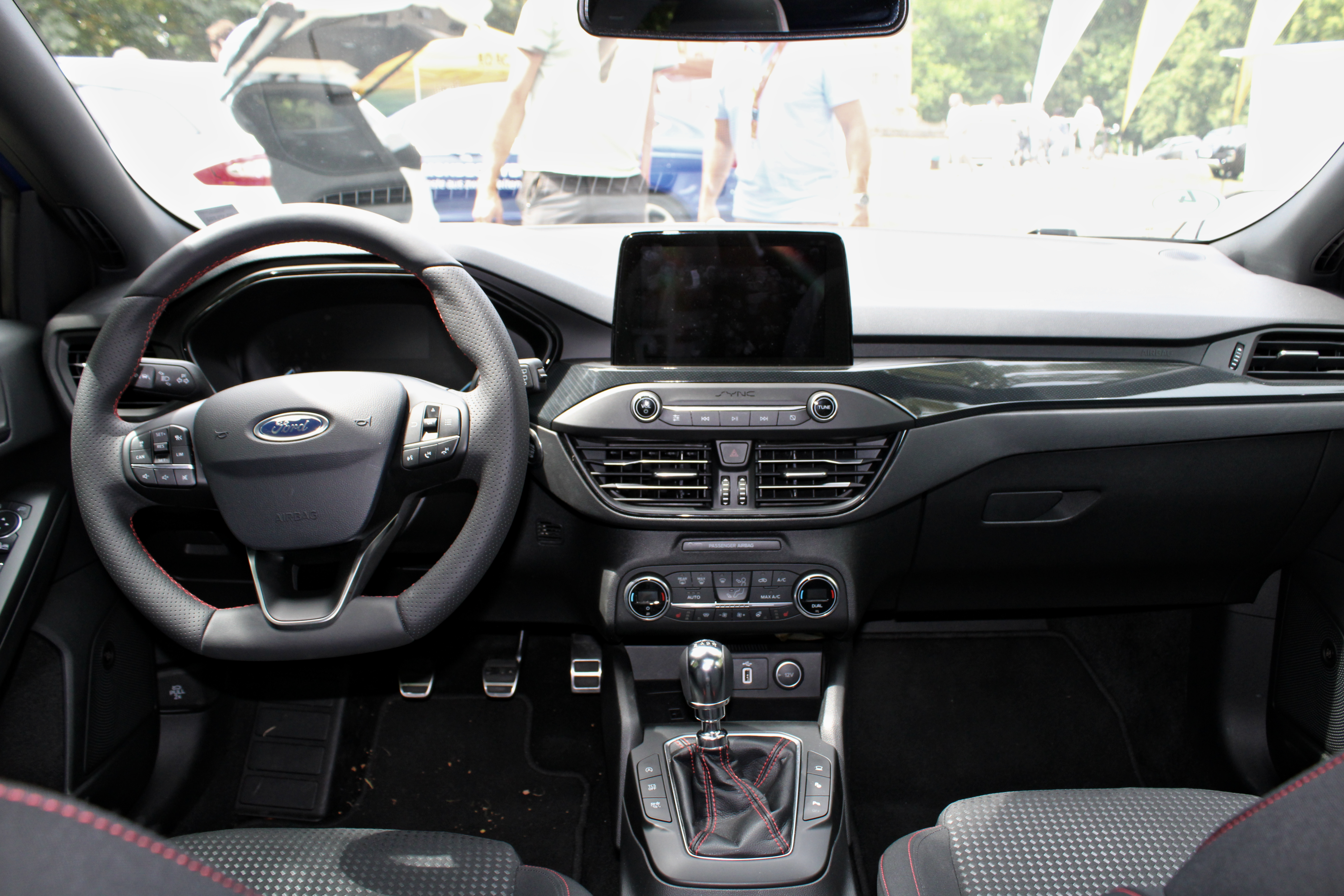
Салон

У 2018 році дебютувало четверте покоління Ford Focus, збудоване на модульній платформі С2, яка дозволить моделям стати приблизно на 50 кг легшими за попередниць, притому що колісна база на 50 мм довша. Автомобіль представлений у кузові хетчбек. седан, універсал та кросовер (Active).
Ще один потенційний бонус: можливі повнопривідні версії звичайних Фокусів (не RS). Буде в асортименті і електричний Focus, з більш високими, ніж у нинішнього, параметрами: батарея підросте з 33,5 до 50 кВт·год.
У гамі двигунів будуть лише наддувні агрегати: трициліндрові Екобусти 1,0 л (85, 100 і 125 к. с.), 1,5 л (150, 182 к. с.), а також дизельні «четвірки» сімейства EcoBlue 1,5 л (95, 120 к. с.) і 2,0 л (150 к. с., 370 Н·м). Доповнює ці двигуни 6-ступінчаста «механіка», а деякі варіанти отримають і опціональний 8-ступінчастою «автомат» з адаптацією перемикання швидкостей під стиль водіння, підйоми, спуски та повороти.
Задня незалежна підвіска SLA (short long arm) змонтована на підрамнику, який краще ізольований від кузова і отримав багатокомпонентні кріпильні втулки з різною жорсткістю при навантаженні в різних напрямках. Загалом точки кріплення підвісок стали жорсткіше на 50 %, а при створенні SLA особливу увагу було приділено її реакції на поперечні навантаження в поворотах.
Вперше на Фокусі з'явилися адаптивні амортизатори Continuously Controlled Damping (CCD), доступні для версій із незалежною задньою підвіскою. Вони коректують параметри роботи кожні дві мілісекунди за сигналами від декількох датчиків. Робота цих амортизаторів також пов'язана зі стандартним селектором режимів руху Drive Mode, що впливає на роботу педалі газу, «автомата», рульового підсилювача, адаптивного круїз-контролю. Таких режимів три (Normal, Sport і Eco), а якщо встановлені амортизатори CCD, то сюди додаються програми Comfort і Eco-Comfort.
Машина отримала мультимедійну систему Sync 3 з восьмидюймовим сенсорним екраном, голосовим управлінням, інтерфейсами Apple CarPlay і Android Auto. Можна замовити 675-ватну аудіосистему B & O PLAY з десятьма динаміками, включаючи сабвуфер.
В 2022 році було анонсовано, що Focus знімуть з виробництва у 2025 році в рамках повороту до кросоверів і електрифікації.

### Двигуни
- 1,0 EcoBoost І3 (85, 100, 125 к. с.)
- 1,5 Dragon І3 (123 к. с.)
- 1,5 EcoBoost І3 (150, 182 к. с.)
- 2,3 EcoBoost ST І4 (280 к. с.)
- 1,0 EcoBoost Hybrid І3 (125, 155 к. с.)
- 1,5 EcoBlue І4 (95, 120 к. с.)
- 2,0 EcoBlue І4 (150, 190 к. с.)

## Продажі
| Рік  | Продажі в США     |
| ---- | ----------------- |
| 1999 | 55 896            |
| 2000 | 286 166[джерело?] |
| 2001 | 264 414           |
| 2002 | 243 199           |
| 2003 | 229 353[джерело?] |
| 2004 | 208 339           |
| 2005 | 184 825[джерело?] |
| 2006 | 177 006           |
| 2007 | 173 213[джерело?] |
| 2008 | 195 823           |
| 2009 | 160 433           |
| 2010 | 172 421           |
| 2011 | 175 717           |
| 2012 | 245 922           |
| 2013 | 234 570           |